# بازار تبریز
بازار تبریز بزرگ‌ترین بازار سرپوشیده قدیمی در سطح ایران و جهان به‌شمار می‌رود که در شهر تبریز در ایران واقع شده است. این بازار مساحتی حدود یک کیلومتر مربع دارد. بازار تبریز در مرداد ماه سال ۱۳۸۹ خورشیدی در فهرست میراث جهانی یونسکو به ثبت رسیده است. مدیر این مجموعه حسین اسماعیلی سنگری است. پیش‌تر به جهت قرارگرفتن شهر تبریز بر سر چهارراه جادهٔ ابریشم و گذر روزانهٔ هزاران کاروان از کشورهای مختلف آسیایی، آفریقایی و اروپایی از آن، این شهر و بازار آن از رونق بسیار خوبی برخوردار بوده است.
این بازار حدود ۳ سدهٔ پیش و پس از وقوع زمین‌لرزهٔ تاریخی تبریز در سال ۱۱۹۳ قمری توسط نجفقلی خان دنبلی حاکم وقت تبریز بازسازی شده است. بازار تبریز در سال ۱۳۵۴ خورشیدی در فهرست آثار ملی ایران به ثبت رسیده است. تاریخ بنای این مجموعه مشخص نیست؛ ولی بسیاری از جهان‌گردانی که از سدهٔ چهارم هجری تا دورهٔ قاجاریان از این بازار بازدید کرده‌اند، دربارهٔ آن اطلاعاتی ارائه داده‌اند.
بسیاری از گردشگران و جهانگردان نظیر ابن بطوطه، مارکو پولو، جاکسن، اولیای چلبی، یاقوت حموی، گاسپار دروویل، الکسیس سوکتیکف، ژان شاردن، اوژن فلاندن، جان کارت‌رایت، جملی کاردی، کلاویخو، رابرت گرنت واتسن، حمدالله مستوفی، مقدسی و… از رونق و شکوه بازار تبریز تمجید کرده‌اند. این بازار با داشتن حدود ۵٬۵۰۰ باب حجره، مغازه و فروشگاه، ۴۰ گونه شغل، ۳۵ باب سرا، ۲۵ باب تیمچه، ۳۰ باب مسجد، ۲۰ باب راسته و راسته‌بازار، ۱۱ باب دالان، ۵ باب حمام و ۱۲ باب مدرسه، به‌عنوان اصلی‌ترین مرکز داد و ستد مردم تبریز شناخته می‌شود.
این مجموعه با نام مجموعهٔ بازار تبریز در تاریخ ۲۵ شهریور ۱۳۵۴ با شمارهٔ ثبت ۱۰۹۷ به‌عنوان یکی از آثار ملی ایران به ثبت رسیده است. در سال ۲۰۱۰ نیز این مجموعه با شماره ثبت ۱۳۴۶ به عنوان یکی از میراث جهانی ایران در فهرست میراث جهانی یونسکو به ثبت رسید. و اما با آتش‌سوزی گسترده در تاریخ ۱۹ اردیبهشت ۱۳۹۸ بخشی از این بازار فروریخت و بیش از ۱۰۰ مغازه در شعله‌های ویران کننده سوخت. این حادثه ۳ مجروح برجای گذاشت و تا به حال این حادثه غیرعمد به‌حساب می‌آید. آتش‌سوزی مشابه این حادثه ده سال قبل نیز رُخ داده بود.

عزاداری شاخسی در بازار تبریز

## داد و ستدها

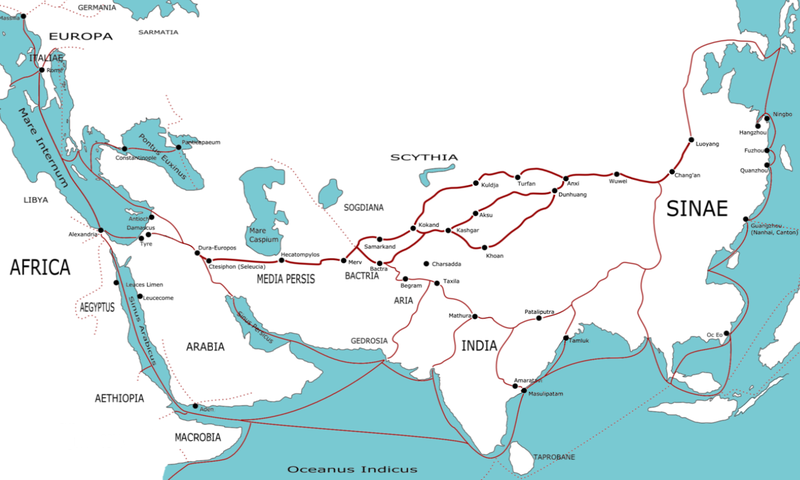
شهر تبریز برسر راه جادهٔ ابریشم قرار گرفته است.

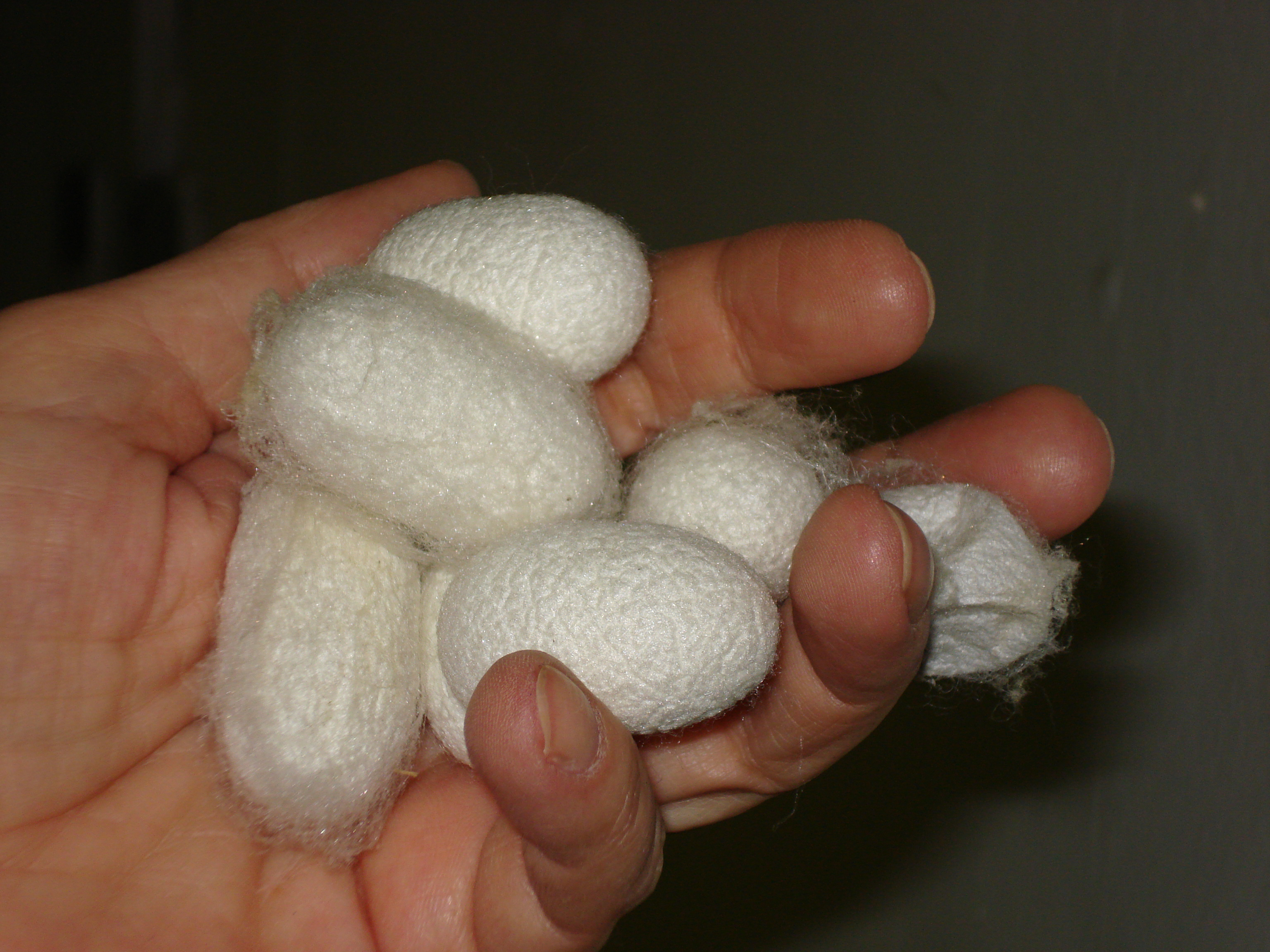
ابریشم از جملهٔ صادرات بازاریان تبریز در گذشته بوده است.

از نیمهٔ دوم سدهٔ سیزدهم، تاجران انگلیسی‌تبار از طریق جادهٔ ابریشم و پس از عبور از شهرهای استانبول و طرابوزان، کالاهای تجاری خود را به بازار تبریز منتقل می‌کردند. این بازار در زمان عباس میرزا به مرکز تجارت انگلیسی‌ها مبدل شده بود.
تبریز پس از سدهٔ سیزدهم، پایگاه اصلی تجارت اروپا با مناطق شمالی ایران به‌شمار می‌رفت؛ به گونه‌ای که در سال ۱۲۵۶ خورشیدی، این شهر ۲۵ تا ۳۳ درصد از کل مراودات تجاری کشور را عهده‌دار بود و از این حیث برتر از تهران محسوب می‌شد. همچنین تا سال ۱۲۸۵ خورشیدی، تبریز مرکز اصلی تجارت ایران با آسیای میانه شناخته می‌شد.
اروپاییان آینه، انواع پارچههای ابریشمی، مخملی و نخی، پنبه، چلوار، چیت موصلی، شکر، شیشه، فلز، قند و سایر محصولات ماشینی را وارد تبریز می‌کردند. بازاریان تبریزی نیز ابریشم و مقداری ابریشم ماشینی، جنگ‌افزار، تنباکو، خشکبار، رنگ، شال، مازو و موم به بازرگانان اروپایی می‌فروختند. البته همواره این داد و ستدها به نفع اروپاییان تمام می‌شد.
پیش‌تر یکی از ارکان‌های اصلی و اساسی بازار تبریز، ارامنه بودند؛ به‌طوری‌که یکی از گردشگران فرانسوی از جایگاه ویژه و ممتاز مغازه‌های آن‌ها در این بازار در تجارت با تاجران روس خبر داده است. ارامنه داد و ستد بسیاری با اروپاییان داشتند؛ به گونه‌ای که ارامنهٔ گرجستان برای نخستین‌بار کالاهای انگلیسی را از استانبول خریداری کرده و وارد مناطق شمالی ایران کردند.
کنسولگری فرانسه در سال ۱۲۸۵ خورشیدی، شمار ارامنهٔ تبریز را بالغ بر ۵٬۰۰۰ نفر دانسته و اضافه کرده که گروهی از آنان که در سال ۱۲۴۲ خورشیدی به روسیه رفته بودند، به این شهر بازمی‌گردند و از همین‌روی شمار ارامنهٔ تبریز روز به روز افزایش می‌یابد.

## موقعیت
هستهٔ مرکزی شهر تبریز در داخل یک چهارضلعی قرار گرفته و بازار تبریز در مرکز این چهارضلعی واقع شده است. این بازار از سمت شرق به عالی‌قاپو (مجموعهٔ کاخ‌های ولی‌عهدنشین) و از سمت غرب به مسجد جامع محدود شده و از سمت شمال، بخش‌هایی از شمال رودخانهٔ میدان چایی (مهران‌رود) را شامل می‌شود و این دو بخش به وسیلهٔ پل‌های چوبی که در امتداد راسته‌بازار قرار دارند، به هم متصل می‌شوند. رودخانه میدان چایی دو قسمت بازار قدیمی تبریز را از هم جدا می‌کند. بخش شمالی بازار به دلیل
جدا ماندن از کل مجموعه و انتقال تجارت و داد و ستد به خیابان‌ها، به تدریج اهمیت خود را از دست داده است. قسمت اعظم مساحت بازار در جنوب میدان چایی در حد فاصلی خیابان‌های دارایی، شهدا، فردوسی، شهید مطهری (راسته کوچه)، چای‌کنار و جمهوری اسلامی قرار گرفته است. احداث خیابان‌های دارایی، خاقانی، ارتش شمالی، فردوسی، شهدا و جمهوری اسلامی، قسمتی از بازار را دچار تخریب نموده و بخشی از بازار را از کل مجموعهٔ جنوبی جدا کرده است. عرض گذرهای بازار بین چهار تا پنج متر و بلندی سقف آن پنج تا شش متر است که در مقایسه با سقف بازارهای نقاط گرمسیری ایران کوتاه‌تر است.
نخستین نقشه از بازار تبریز در سال ۱۳۲۷ هجری، در بخشی از نقشهٔ دارالسلطنهٔ تبریز و به دست اسدالله خان مراغه‌ای ترسیم شده است. نقشهٔ این بازار در بخش شمال شرقی نقشهٔ مذکور رسم شده و اکثر جای‌های مهم آن نظیر تیمچه‌ها و کاروانسراها در این نقشه نام‌گذاری شده‌اند.

## ویژگی‌ها
اغلب تیمچه‌ها و سرای‌ها بازار دارای سه طبقه‌می‌باشند که طبقهٔ زیرین مخصوص انبار کالا، طبقهٔ دوم تجارتخانه و محل کار و طبقهٔ سوم جهت استراحت و آسایش طراحی شده است. راسته‌های اصلی توسط راسته‌های فرعی به هم متصل شده‌اند و در فضاهای بین آن‌ها تیمچه‌ها و سراها بنا شده است. تقاطع راسته‌ها در سه راهی‌ها و چهار راهی‌ها را طاق‌های آجری گنبدی پوشانده است که بزرگ‌ترین گنبد بازار، گنبد تیمچه امیر و زیباترین نوع معماری آن تیمچهٔ مظفریه است.

### راسته‌بازار
راسته بازارها و بازارهای بزرگ تبریز به معابر عمومی مسقف گفته می‌شود که فاقد در ورودی هستند و به عنوان معابر اصلی بازار عمل می‌کنند. از مهم‌ترین راسته‌های بازار تبریز عبارتند از راسته بازار جدید، راسته بازار قدیم، بازار کفاشان، بازار صفی، بازار جمعه مسجد، قیزبستی بازار، و بورکچی بازار (کلاهدوزان)، بازار صادقیه، بازار یمنی دوز، سراجان، پنبه‌چی بازار، بازار ابوالحسن، شیشه‌گرخانه، پشت بازار امیر (بازار بیگلربیگی)، بازار دله زن بزرگ و کوچک (دلاله‌زن)، بازار دوه‌چی، بازار رنگی خیابان و بازار کره‌نی خانا.
بعضی بازارها که هم تیمچه محسوب می‌شوند هم بازار، برای خود در و دروازه داشته و نام بازار دارند. مثل قندفروش بازار، عباچی بازار، شاهزاده (شازدا) بازار، توتونچی‌لر و….
فهرست:
1. بازار آینه‌سازان (راسته‌بازار قدیم)
2. بازار امیر
3. بازار پشت امیر (بیگلربیگی)
4. بازار پنبه‌فروشان (پنبه‌چی)
5. بازار توتونچی
6. بازار چروکچیلر (قیزبستی)
7. بازار دلاله‌زن بزرگ
8. بازار دلاله‌زن کوچک
9. بازار دوزچیلر (نمک‌فروشان)
10. بازار رنگی
11. بازار سراجیان (کیف‌فروشان)
12. بازار سرمقبره (کفاشان)
13. بازار شاهزاده
14. بازار شتربان (دوه‌چی)
15. بازار شکر (راسته‌بازار قدیم)
16. بازار شیشه‌گرخانه
17. بازار صادقیه (راسته‌بازار قدیم)
18. بازار صرفه‌فروشان (چروکچی)
19. بازار صفی
20. بازار عباچی
21. بازار فرش (جعفریه)
22. بازار قندفروشان
23. بازار کچه‌چیلر (چروکچی)
24. بازار کفاشان
25. بازار کلاه‌فروشان (بورکچی)
26. بازار مسجد جامع
27. بازار مشهدی قنبر (قیزبستی)
28. بازار میرزا ابوالحسن (کاغذفروشان)
29. بازار میرزا اسماعیل
30. بازار میوه و تره‌بار
31. بازار نجاره (بازار پشت امیر)
32. بازار یمنی‌دوزان
33. بازارچه دباغخانه
34. بازارچه دودری (سقط‌فروشان)
35. بازارچه شتربان
36. بازارچه مسگران
37. راسته‌بازار جدید

### تیمچه‌ها
تیمچه‌ها به فضاها و مناطقی که سقف آن‌ها به صورت گنبدی و آجرکاری و با سبک تاریخی خاص ساخته شده‌اند گفته می‌شود. تیمچه‌ها دارای درهای ورودی بزرگ و محکمی هستند که روزها باز و در شب و ایام تعطیلی بسته می‌شوند. هر تیمچه نگهبانانی دارد که آن‌ها را «اوداباشی» (سرایدار) گویند. تیمچه‌ها از نظر کاربری به چهار قسمت تقسیم شده است. فضای عمومی تیمچه که محل انبار و انبوهی کالاها است، زیرزمین که مخصوص انبار کردن و حفظ و نگهداری کالا است، اتاق حجره همکف تیمچه که محل داد و ستد و رتق و فتق امور اقتصادی و اجتماعی است. طبقه بالای هر تیمچه که مخصوص استراحت و بیتوته شبانه در ایام قدیم بود و بازرگان غیر تبریزی در این طبقه دوم حجره، شب‌ها استراحت می‌کردند.
تیمچه‌های معروف بازار تبریز عبارتند از تیمچهٔ امیر، تیمچهٔ مظفریه، تیمچه شیخ کاظم، اوچ تیمچه‌لر (تیمچه‌های حاج شیخ)، تیمچه حاجی محمدقلی، تیمچهٔ میرابوالحسن، تیمچهٔ شعربافان، تیمچه عباچی، تیمچهٔ قندفروشان، تیمچه حاجی صفرعلی، تیمچهٔ شازدا، تیمچهٔ در عباسی، تیمچهٔ بزازان، تیمچهٔ ملک، تیمچهٔ خان، تیمچهٔ صادقیه، و ….
فهرست:
1. تیمچه آقا
2. تیمچه امیر
3. تیمچه اول حاجی ابوالقاسم
4. تیمچه اول حاجی شیخ
5. تیمچه بزازان
6. تیمچه بزرگ شعربافان
7. تیمچه حاجی تقی
8. تیمچه حاجی صفرعلی
9. تیمچه حاجی محمدقلی
10. تیمچه حاجی مهدی
11. تیمچه خان دالانی
12. تیمچه خرازی‌ها
13. تیمچه درعباس (درب عباس)
14. تیمچه دوم حاجی ابوالقاسم
15. تیمچه دوم حاجی شیخ
16. تیمچه سوم حاجی شیخ
17. تیمچه شاهزاده
18. تیمچه شیخ کاظم
19. تیمچه عباچی
20. تیمچه قندفروشان
21. تیمچه صادقیه
22. تیمچه کوچک شعربافان
23. تیمچه گرجیلر
24. تیمچه ملک
25. تیمچه میر ابوالحسن
26. تیمچه میرزا جلیل (میرزا علی)
27. تیمچه میرزا محمد

### کاروان‌سراها
کاروانسراها مکان‌هایی بودند که در روزگار قدیم صاحبان کاروان‌های تجارتی، کالاها و بار چهارپایان خود را در حیاط و محوطه آن‌ها تخلیه می‌کردند. اطراف کاروانسرا، اتاق‌ها، حجره و انبارهای متعددی بود که محل تجارت و داد و ستد محسوب می‌شد. حیاط کاروانسراها دارای فضای سبز و استخر و آب انبار بوده به عنوان فضای سبز و باغچه و تنفس‌گاه بازار عمل می‌کرد و اکسیژن و هوای لطیف را از طریق دریچه‌های بالای گنبد بازار تأمین می‌کرد.
از کاروانسراهای بزرگ و معروف تبریز می‌توان از کاروانسرای بزرگ امیر، کاروانسرای حاج سید حسین کهنه، میانه و تازه، کاروانسرای حاج ابوالحسن (میرابوالحسن) کاروانسرای کشمش‌چی‌لر، کاروانسرای حاج میرزا محمدنام برد.

### سراها

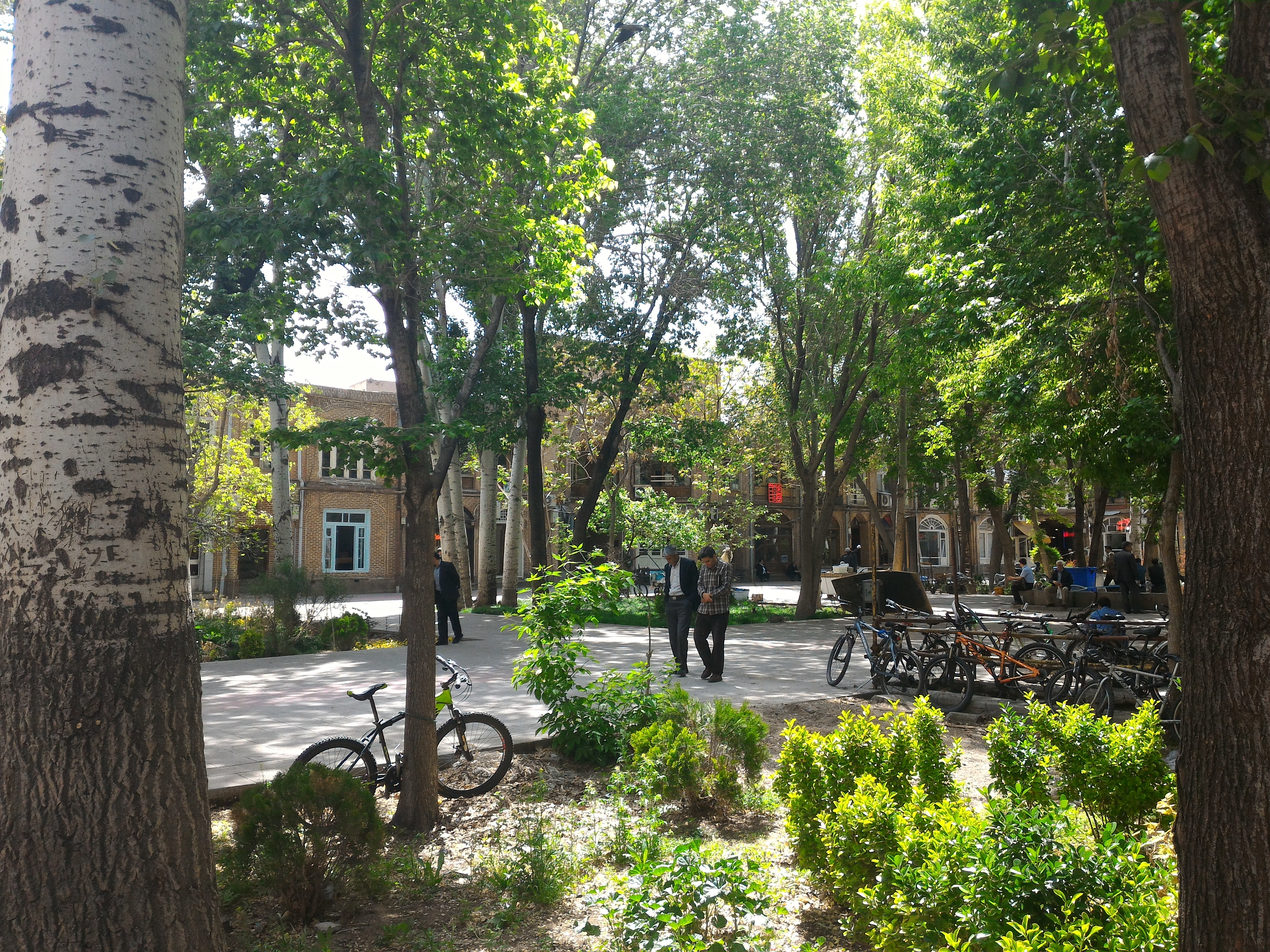
سرای امیر.

سراهای مهم بازار تبریز به واحدهای کوچک و حیاط روباز کوچکتر از کاروانسرا گفته می‌شود. در گذشته رسم بر این بود مال‌التجاره‌های بدون چهار پایان باربر در محوطه آن تخلیه شود.
سراهای معروف بازار تبریز عبارتند از سرای گرجی‌لر، سرای حاج رسول، سرای میرزا مهدی، سرای دو دری (ایکی قاپی‌لی)، سرای خان، سرای حاج محمدقلی، سرای میرزا جلیل، سرای آلمان‌ها در بازار کفاشان، سرای امیر، سرای امید، سرای حاج تقی، سرای در عباسی و سرای کچه‌چی‌لر.
فهرست:
1. سرای آلمان‌ها
2. سرای امید
3. سرای امیر
4. سرای بزرگ حاجی علی‌اکبر
5. سرای تخمه‌فروشان
6. سرای حاج تقی
7. سرای حاجی رسول
8. سرای حاجی سید حسین
9. سرای حاجی سید حسین جدید
10. سرای حاجی سید حسین میانه
11. سرای حاجی محمدقلی
12. سرای حاجی میرزا ابوالحسن
13. سرای حاجی میرزا علی‌اصغر شیخ‌الاسلام (مظفریه)
14. سرای خان
15. سرای خرازی‌ها
16. سرای در عباسی
17. سرای دودری (ایکی قاپیلی)
18. سرای سید اسماعیل
19. سرای شاهزاده بزرگ
20. سرای شاهزاده کوچک
21. سرای کچه‌چی (نمدساز)
22. سرای کوچک حاجی علی‌اکبر
23. سرای گرجیلر
24. سرای میر محمدحسین ناظم‌تجار
25. سرای میرزا جلیل
26. سرای میرزا شفیع
27. سرای میرزا مهدی قاسم

### دالان‌ها
هر کدام از این سراها و تیمچه‌ها و کاروانسراها به وسیلهٔ دالان‌هایی به بازار اصلی راه دارند و اکثراً به نام تیمچه‌ها و سراهای وابسته شهرت دارند که معروفترین آن‌ها، دالان خونی (قانلی دالان)، دالان حاج رحیم، دالان میرزا محمد، دالان دو دری، دالان میرزا مهدی، دالان شعربافان است.
فهرست:
1. دالان حاجی رحیم
2. دالان خونی (قانلی)
3. دالان دودری (ایکی قاپیلی)
4. دالان شعربافان
5. دالان کمپانی
6. دالان متقالچی
7. دالان میرزا محمد
8. دالان میرزا مهدی

### مدارس و مساجد
در بازار تبریز حدود ۱۲ باب مدرسه علوم دینی و اسلامی چون مدرسه طالبیه، صادقیه، جعفریه، اکبریه، حاج صفرعلی و … وجود دارد و حدود ۳۰ باب مسجد تاریخی که با گنبدهای ضربی، مقرنس و ستون‌های سنگی مزین شده‌اند که می‌توان از مسجد جامع (جمعه مسجد)، مسجد حجت‌الاسلام، مسجد خاله اوغلی، مسجد دینوری، مسجد مفیدآقا، مسجد قیزللی (میرزا یوسف آقا)، مسجد مقبره، مسجد مجتهد، مسجد هفتاد ستون، مسجد آیت‌الله شهیدی، مسجد مولانا، مسجد دباغ خانه، مسجد حاج صفرعلی، مسجد بادکوبه‌ای، مسجد اشراقی، مسجد صادقیه و… نام برد.

### گرمابه‌ها
گرمابه‌های قدیمی و حمام‌های تاریخی در محدودهٔ بازار تبریز از نظر قدمت تاریخی و نوع و سیستم معماری دارای اهمیت هستند. حمام‌های قدیمی بازار تبریز عبارتند از حمام خان، حمام میرزا حسن قره (فردوسی)، حمام قاضی، حمام میرزا مهدی، حمام سید گلابی، حمام نوبر و ….

## بازارچه‌ها

### بازار امیر
بازار امیر یکی از مهم‌ترین و پررونق‌ترین بازارهای تبریز است. میرزا محمدخان امیرنظام، فرزند شیخ علی‌خان وزیر شاه سلیمان و نوهٔ میرآخور شیخ صفی‌الدین اردبیلی، این بازار را بنا نهاده است. وی در زمان ولی‌عهدی عباس میرزای نایب‌السلطنه وارد تبریز شده و به‌جهت حمایت‌های او به سمت امیرنظامی رسیده است.

### بازار بلورفروشان
بازار بلورفروشان (قیزبستی) پیش‌تر مکان فروش وسایل شیشه‌ای از جمله بلور در سطح تبریز بوده است. تیمچه‌ها و سراهای آن شامل «تیمچهٔ قندفروشان»، «تیمچهٔ مظفریه»، «دالان بادامچی‌لر»، «دالان حاج شیخ»، «دالان میرزا محمد»، «سرای میرزا محمد» و «سرای گرجیلر (جورجیلر)» می‌شود.

### بازار حرمخانه
از تیمچه‌ها و سراهای بازار حرمخانه می‌توان به «تیمچهٔ سعدیه»، «تیمچهٔ هاشمیه»، «سرای آلمانی‌ها» و «سرای صاحب‌دیوان» و (ساختمان سنگی کلانتری ۸ سابق) اشاره کرد.

### بازار شیشه‌گرخانه
بازار شیشه‌گرخانه در گذشته محل فروش انواع شیشه بوده و بیش‌تر دکان‌های آن به شیشه‌سازی مشغول بوده‌اند. این بازار از دو سرا به نام‌های «حاج رسول» و «میرزا علی‌النقی» تشکیل یافته بودکه شهرداری تبریز این دو سرا را تخریب کرده و در محل آن‌ها، بازار و پارک شمس تبریزی را احداث نمود. امروزه بازار شیشه‌گرخانه محل عرضهٔ انواع شیرینی، گیاهان دارویی، طلای دست دوم است. .

### بازار صادقیه
بازار صادقیه محل فروش انواع قالی دست‌بافت تبریز بوده است. تیمچه‌ها و سراهای معروف این بازار شامل‌اند بر «تیمچهٔ حاج رحیم»، «دالان خونی»، «سرای بزرگ شاهزاده»، «سرای دباغایی»، «سرای دودری»، «سرای قدیم سید حسین»، «سرای کوچک شاهزاده» و «سرای میانهٔ سید حسین».

### بازار عباچی
تیمچهٔ اخلاقی»، «تیمچهٔ حسینی»، «تیمچهٔ شعرباغان» و «سرای میراسماعیل» تیمچه‌ها و سراهای مهم بازار عباچی می‌باشند.

### بازار فرش تبریز

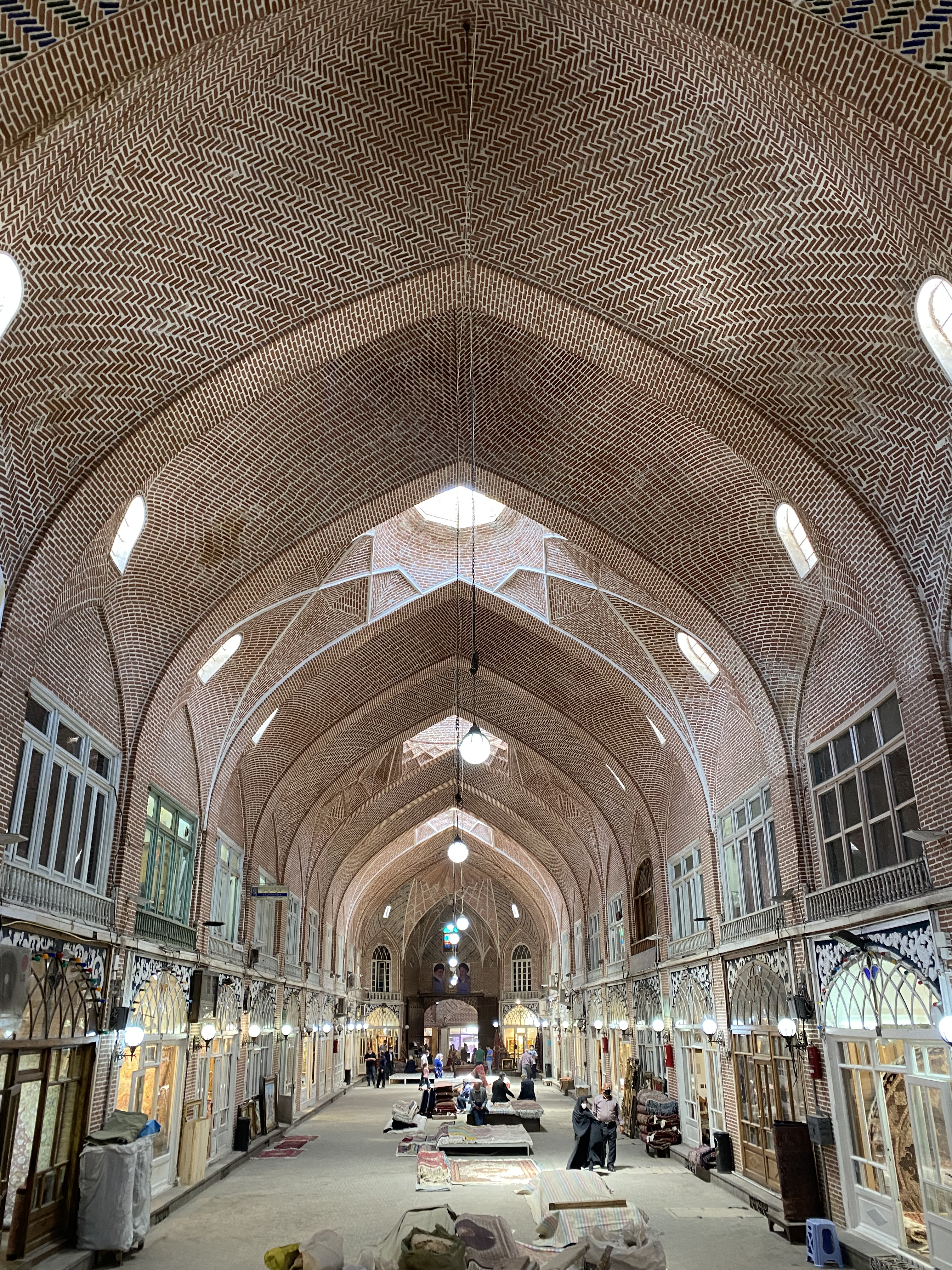
راستهٔ فرش فروشان

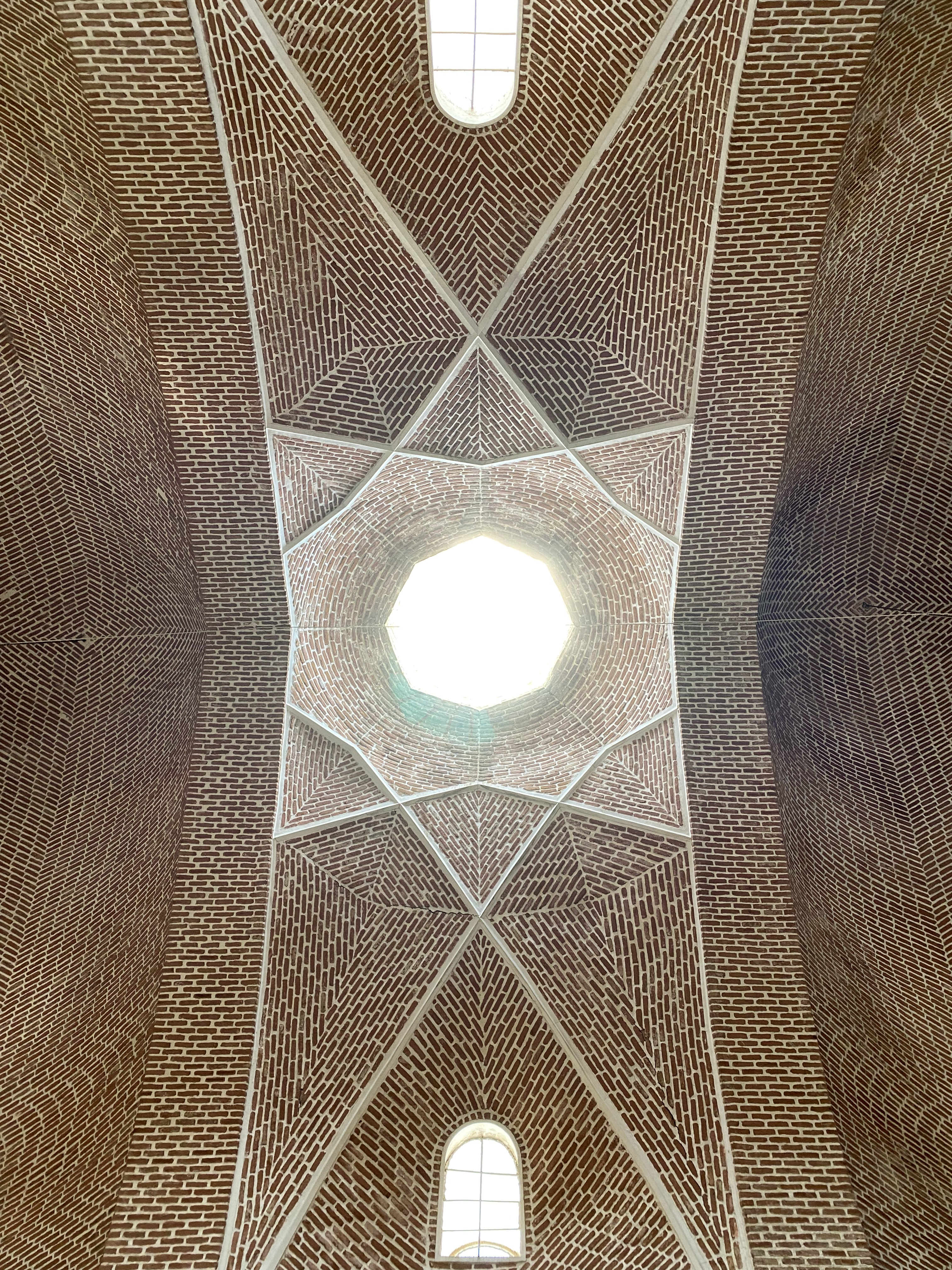
راستهٔ فرش فروشان

بازار فرش تبریز معروف به بازار مظفریه، یکی از دیدنی‌ترین آثار تاریخی شهر تبریز است. این بازار از قدیم‌الایام محل فروش فرش‌های بافت نقاط مختلف بوده است و هم‌اکنون نیز همین کاربرد را داراست. این بازار در زمان ولی عهدی مظفرالدین‌شاه بنا شد و نام بازار نیز منسوب به همین شاه قاجار می‌باشد.

### باشماخچی بازار (بازار کفاشان)
بازار کفاشان از مهم‌ترین مکان‌های تولید و عرضهٔ کفش در تبریز است. تیمچه‌ها و سراهای متعدد این بازار، محل دوخت و دوز و عرضه انواع کفش است. تیمچه‌ها و سراهای بازار کفاشان شامل‌اند بر «تیمچهٔ امید»، «تیمچهٔ حاج ابوالقاسم یک و دو»، «سرای امید» و «سرای حاج ابوالقاسم» و «سرای قاضی» «بانک سپه دالانی».

### بازار یمنی‌دوز
بازار یمنی‌دوز در گذشته محل دوخت نوعی کفش محلی به نام یمنی بوده است. تیمچهٔ شفیع، سراهای آقا، شاهزاده، و شفیع تیمچه‌ها و سراهای این بازار به‌شمار می‌روند.

### راسته بازار
راسته‌بازار جزء یکی از بزرگ‌ترین بازارچه‌های بازار تبریز است. تیمچه‌ها و سراهای متعددی در این بازار وجود دارد که محل عرضهٔ بسیاری از اقلام مصرفی است. این بازارچه به بازار ملی نیز شهرت دارد. «تیمچهٔ حاج تقی»، «تیمچهٔ حاج شیخ»، «تیمچهٔ حاج صفرعلی»، «تیمچهٔ حاج محمدقلی»، «تیمچه‌های دودری»، «دالان خان»، «سرای حاج محمدقلی»، «سرای درعباسی»، «سرای دودری»، «سرای شیخ کاظم»، «سرای کچه‌چی‌لی»، «سرای گرچیلر (جورچلر)»، «سرای میرزا مهدی»، «سرای میانهٔ حاج سید حسین»، «سرای میرزا جلیل» و «سرای نوی حاج سید حسین» در این بازارچه واقع شده‌ند.

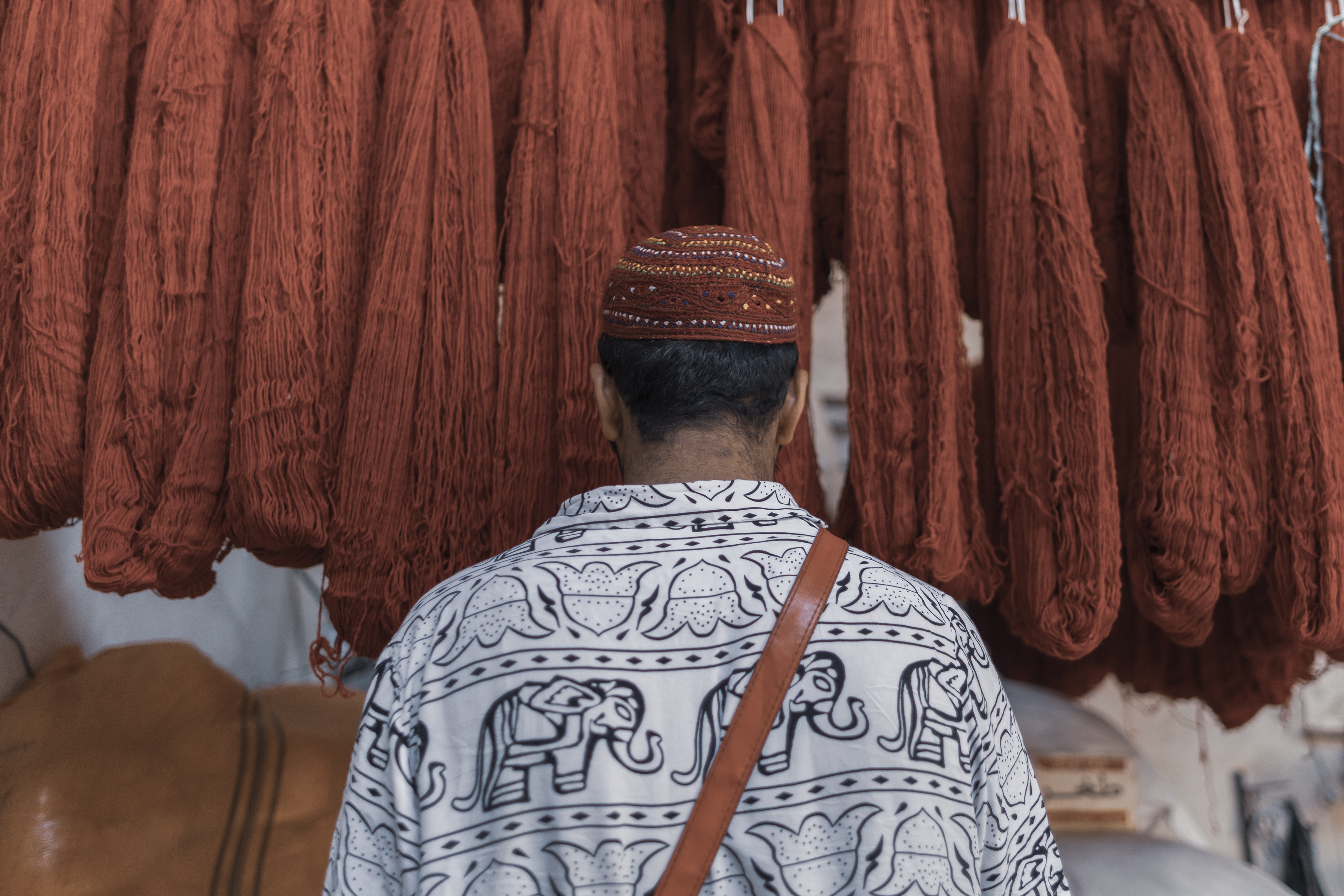
یک گردشگر با لباس محلی در کنار مغازه رنگرزی در بازار تبریز

## وجه تسمیه مکان‌های بازار

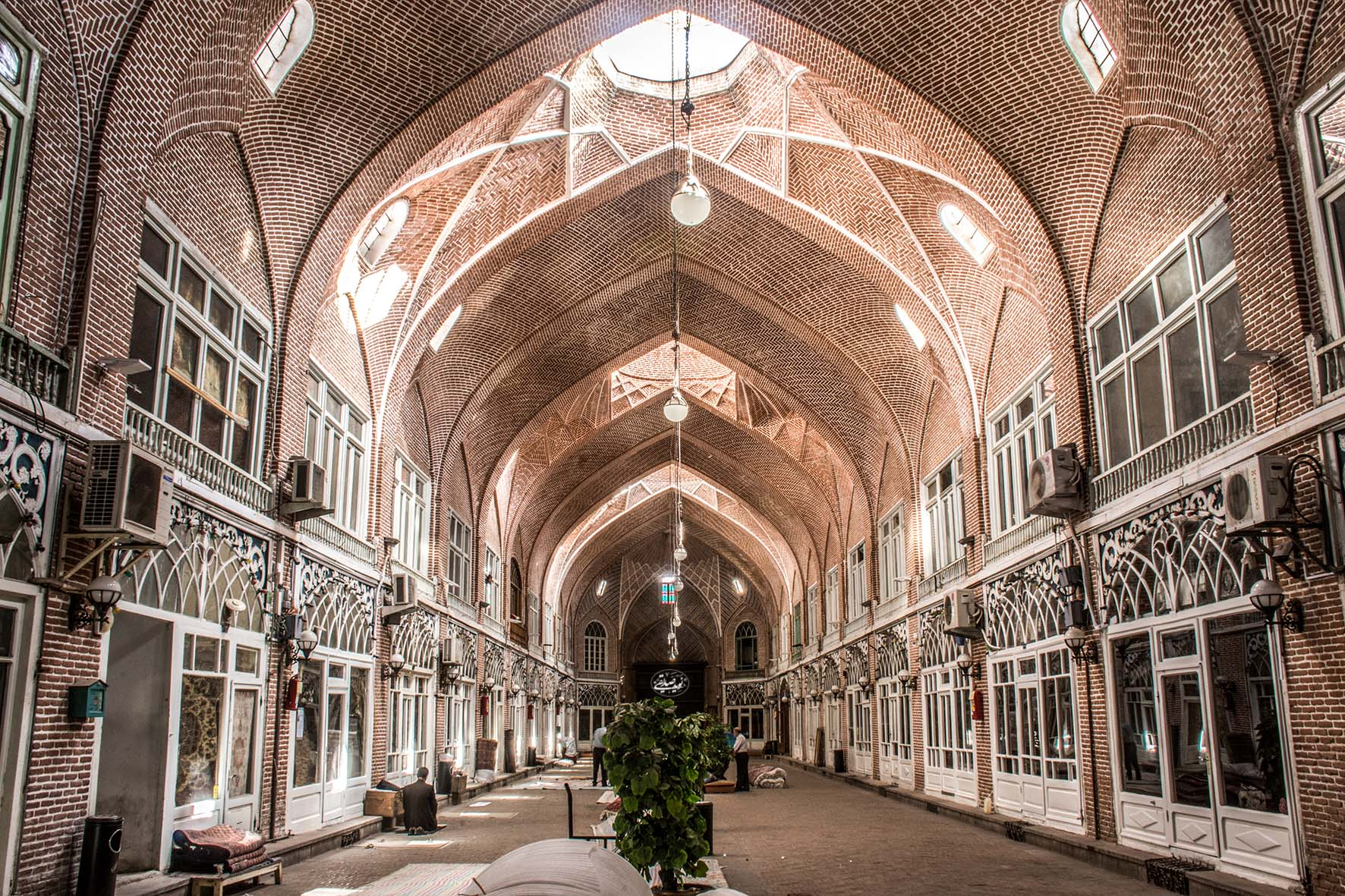
تیمچه مظفریه بازار بزرگ تبریز

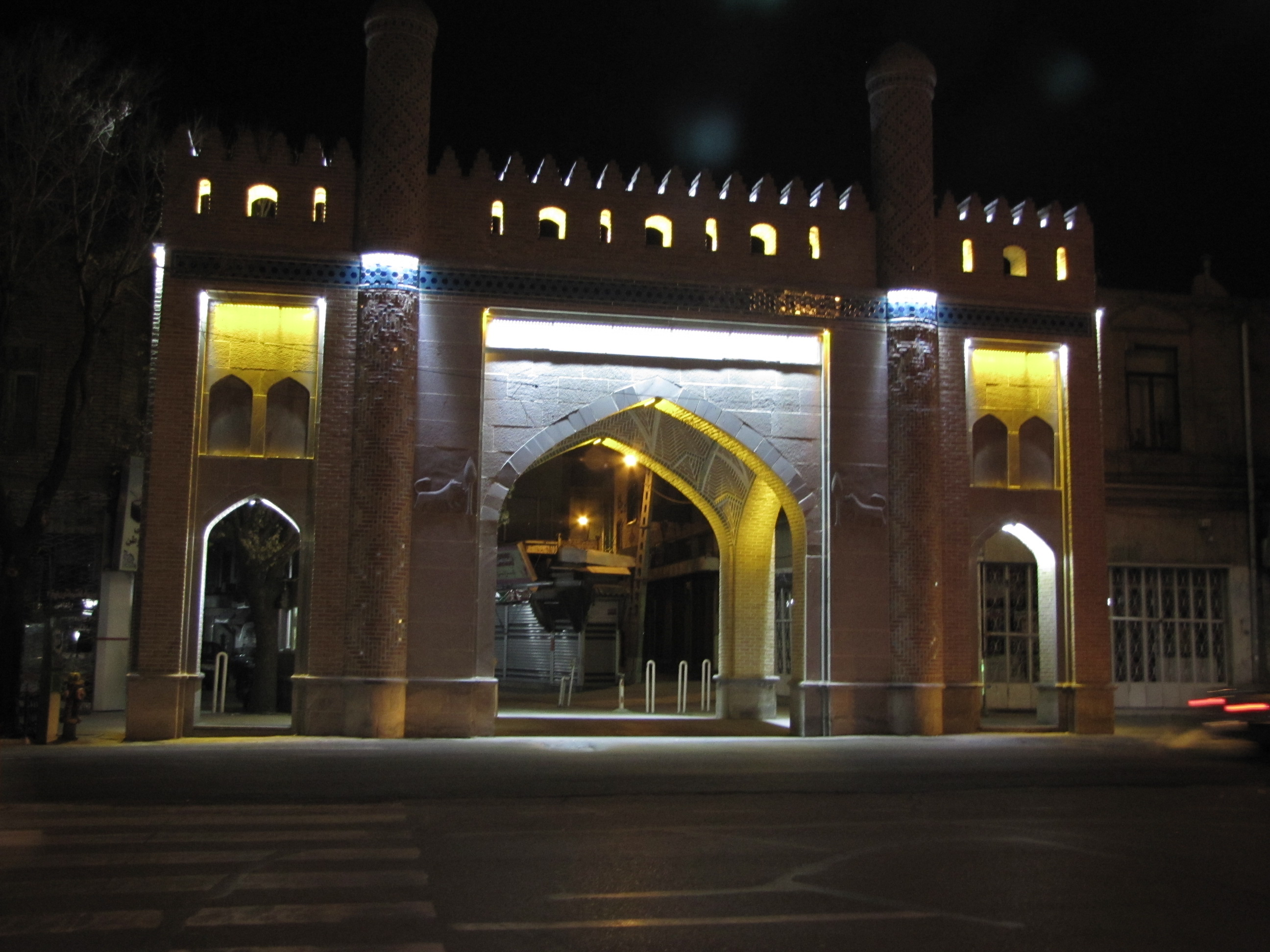
ورودی بازار تربیت تبریز

نقاط مختلف بازار تبریز بیشتر به دلیل نام سازندگان بنای دالان‌ها، تیمچه‌ها، کاروانسراها یا اتفاقاتی که از نظر تاریخی روی داده یا به جهت اینکه مرکز عمده تجارت کالاهای خاصی محسوب می‌شده، به این اسم و نام مشهور شده‌اند. مثل بازار صادقیه که توسط میرزا صادق خان پسر صدرالدین محمد، مستوفی در سال ۱۰۶۸ هجری قمری جهت احداث مسجد و مدرسه و یخچال صادقیه وقف گردید. بازار و تیمچه و کاروانسرای بزرگ امیر که مهم‌ترین و ارزشمندترین بخش بازار تبریز محسوب می‌شود و در حال حاضر مراکز عمده تجارت و صادرات فرش و صنایع دستی و مرکز بورس طلا و جواهرات و منسوجات است، توسط میرزا محمدخان امیرنظام زنگنه در سال ۱۲۵۵ قمری احداث شده است. تیمچهٔ مظفریه که معروف‌ترین بخش بازار تبریز محسوب می‌شود در زمان ولی عهدی مظفرالدین میرزای قاجار به سال ۱۳۰۵ قمری ساخته شده و بانی آن حاج شیخ محمدجعفر قزوینی از بازرگانان مشهور و بزرگ شهر تبریز است و اکنون این تیمچه یکی از مراکز عمدهٔ تجارت و صدور فرش آذربایجان و ایران به سراسر دنیا است و شهرت جهانی دارد. تیمچه و دالان خان توسط احمد خان مقدم مراغه بنا شده که از مراکز تجارت و صادرات فرش است. سرای آلمان‌ها توسط چندین صاحب شرکت و کارخانه قالیبافی که اهل آلمان بودند احداث شده که در این سرا، کارگاه ایجاد کرده بودند. این سرا در بازار کفاشان واقع است. این شرکت‌های آلمانی در جریان جنگ اول جهانی ورشکسته شده و تعطیل شدند. سرای صاحبدیوان را فتحعلی خان صاحبدیوان شیرازی از حاکمان و والیان آذربایجان در دوره قاجار ساخته است. دالان و سه تیمچه حاج شیخ (اوچ تیمچه لر) را بانی مظفریه، حاج شیخ محمد جعفر قزوینی بنا کرده که در حال حاضر مرکز و بورس عمده منسوجات آذربایجان است. سرای گرجی‌لر مربوط به بازرگانان گرجی و ارمنی بوده که محصولات خانگی روسیه را در این سرا عرضه می‌کردند. بازار صفی به نام شاه صفی فرزند شاه عباس بزرگ صفوی نامگذاری شده است. کاروانسرای حاج سید حسین میانه، تازه و کهنه توسط یکی از بازرگانان معروف به نام حاج سید حسین الحسینی بنا شده است. حاج میرزا ابوالحسن از وابستگان دربار، بازار و سرای و تیمچه میرزا ابوالحسن را احداث نموده است. تیمچه و سرای میرزا مهدی از آثار میرزا سیدمهدی قاضی طباطبائی جد خاندان قاضی طباطبائی در مجموعهٔ بازار تبریز است. تیمچهٔ سرای میرزا شفیع توسط یکی از بزرگان شهر مربوط به دربار قاجار بنا شده است. به دستور شاهزاده عباس میرزا نایب السلطنه، تیمچه و سرای شازدا در سال ۱۲۴۰ قمری بنا گردید. بازار حرمخانه به علت همسایگی و نزدیکی آن به عمارت شمس‌العماره یا عالی قاپو (استانداری امروزه) شهرت یافته است.
اکثر بازارهای تبریز به جهت تولید یا عرضه و فروش کالا یا کالاهای مخصوصی شهرت یافته‌اند که می‌توان از بازار شیشه‌گرخانه مخصوص تولید و فروش اقسام شیشه و بلور، بازار کفاشان مرکز تولید کفش‌های دست دوخت، بازار مس‌گران، حلاجان، کلاهدوزان، آئینه‌سازان، سراجان، زرگران، عطاران، عباچی، بازار مخصوص تولید عبا، بازار شعربافان مخصوص تجارت و داد و ستد ابریشم، قندفروش بازار مخصوصی واردات قند از روسیه قدیم، بادامچیلار ویژه خرید و فروش و صادرات خشکبار و بادام، کشمش چیلر ویژهٔ صادرات کشمش و سبزه به خارج از ایران، اطلسچی بازار ویژهٔ داد و ستد اقسام گونی و تلیسی، کاغذچی بازار و ….
در حال حاضر، بسیاری از این صنوف و مشاغل از بین رفته و تنها نام آن‌ها بر روی بازارچه‌ها و راسته‌های بازار تبریز مانده است. تعدادی از این مشاغل در طی زمان و به علت رونق کالاهای مدرن و جدید از میان رفته یا تغییر ماهیت داده‌اند و عمده‌فروشی و بنکداری قدیم جایگاه خود را به خرده‌فروشی داده است. مسگری، رویگری (قالایچی)، حلاجی، ریخته‌گری، سراجی، زین اسب، نعلبندی، پالاندوزی، کلاهدوزی، سمساری که به کلی در مجموعهٔ بازار شهر منقرض شده‌اند و فقط نام آن‌ها باقی‌مانده است. باراندازهای اطراف بازار در دهه‌های اخیر تبدیل به پاساژها و مجتمع‌های تجاری شده و باراندازها کاربری قدیمی خود را از دست داده‌اند.

### قانلی دالان
در مورد نامگذاری این دالان به نام «قانلی دالان» (دالان خونی)، این گونه آمده است که در سال ۱۲۶۳ قمری، به «حاج اللهیار» که از لوطیان و پهلوانان محلهٔ ورجی بود، خبر می‌دهند که داروغه یا رئیس شهربانی شهر به نام «حاج رجبعلی خان داروغه» در یک مهمانی گفته است که به عللی تبریزیان بی‌غیرت هستند. حاج اللهیار نیز با شنیدن این سخن با ۲۷ نفر دیگر به بازار رفته و رجبعلی داروغه را در «حجرهٔ کریم نیل‌فروش» به قتل می‌رساند. پس از آن واقعه دالان «حاج سید حسین»، به نام «دالان خونی» یا «قانلی دالان» مشهور می‌شود.

## نقل‌قول‌ها

### هوتم شیندلر
آلبرت هوتوم-شیندلر در سال ۱۳۲۸ خورشیدی دربارهٔ تبریز و بازارهای آن می‌نویسد:
شهر بسیار گسترده است و احتمالاً از این بابت بر تهران برتری دارد. بازارهای آن بسیار زیبا و بزرگ‌تر از بازارهای تهران است. تبریز صرف‌نظر از معاملات مالی و وسیلهٔ پرداخت که از این‌جهت تهران بر آن تفوق دارد، مرکز واقعی بازرگانی ایران است. با این‌که در منتهی‌الیه شمال غربی کشور قرار گرفته است، تقریباً در سراسر ایران نفوذ دارد.

### ژان یونیر
ژان یونیر جهانگرد فرانسوی در این رابطه می‌نویسد:
زمانی تبریز نسبت به تهران یک شهر متجدد به‌شمار می‌آمد و مردم تبریز از زمان‌های قدیم حتی پیش از دوران صفویان با اروپاییان در ارتباط بودند و با آن‌ها داد و ستد می‌کردند. در حالی که در همان موقع در پایتخت کشور اصناف تهرانی از مشاهدهٔ اروپاییان دچار حیرت شده و از فروختن کالا به آنان خودداری می‌کردند. در چنین شرایطی «دوکا»، «ونیز»، «لیور» و «روبل» واحد پول کشورهای مختلف جهان در بازار تبریز مثل پول ایران رایج بود.

## جایزهٔ معماری آقاخان
پروژه نوسازی بازار تبریز به عنوان یکی از پنج طرح برگزیده هیئت داوران جایزه معماری آقاخان در سال ۲۰۱۳ شد. جایزه به «سازمان میراث فرهنگی ایران، دفتر آذربایجان شرقی» به عنوان مجری این طرح تعلق گرفت و سید محمد بهشتی شیرازی، مشاور رئیس سازمان میراث فرهنگی، از طرف ایران این جایزه را دریافت کرد.

## آتش‌سوزی ۱۳۹۸
در ۱۸ اردیبهشت ۱۳۹۸ سرای ایکی قاپیلارِ بازار تبریز در آتش سوخت. این آتش‌سوزی که تا ۲ صبح ۱۹ اردیبهشت ادامه یافت، ۲ کشته و ۲۹ مجروح بر جای گذاشت. علت وقوع آتش‌سوزی از سوی روابط عمومی آتش‌نشانی آذربایجان شرقی اتصال برق اعلام شده است.

## نگارخانه

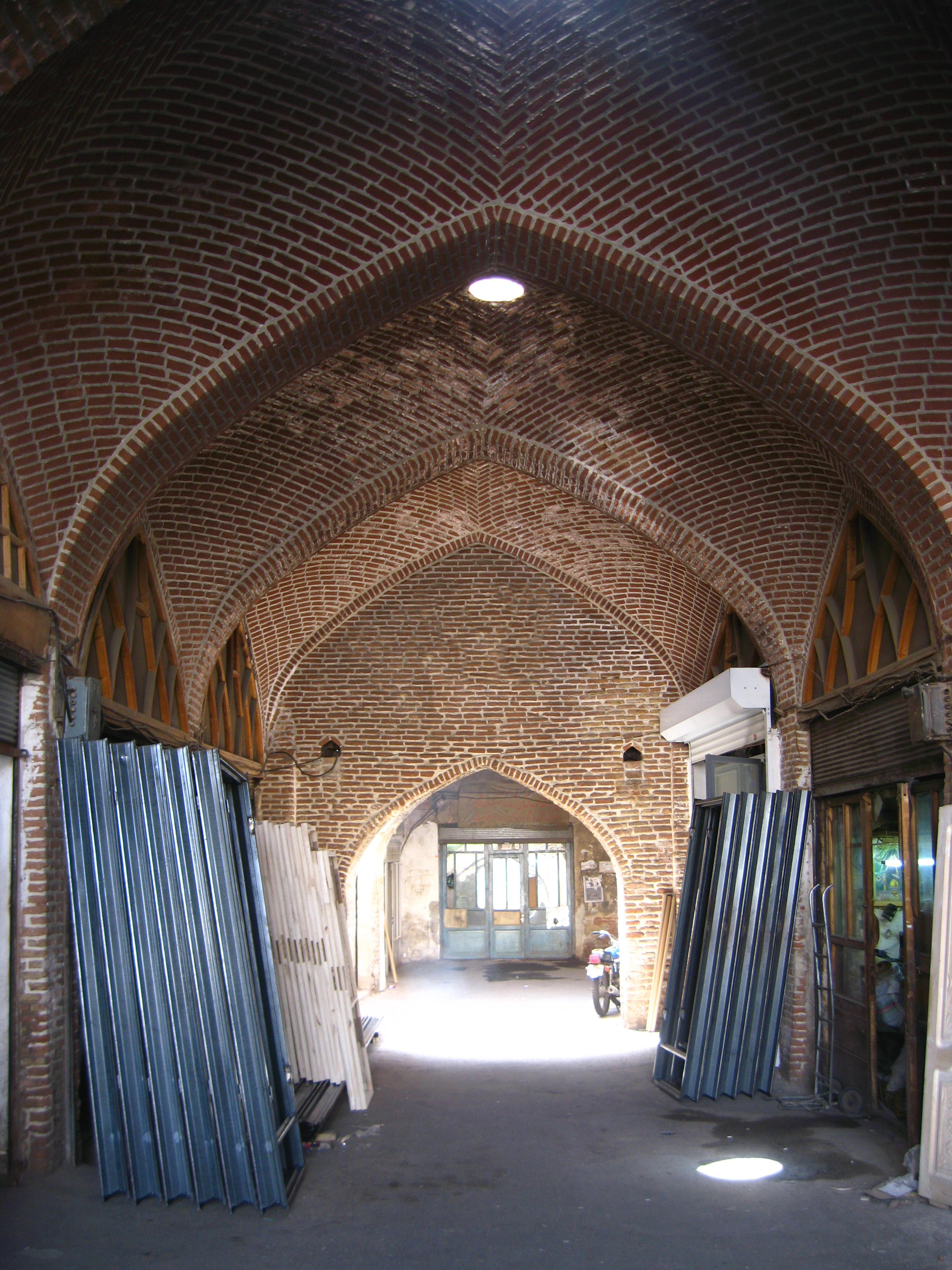
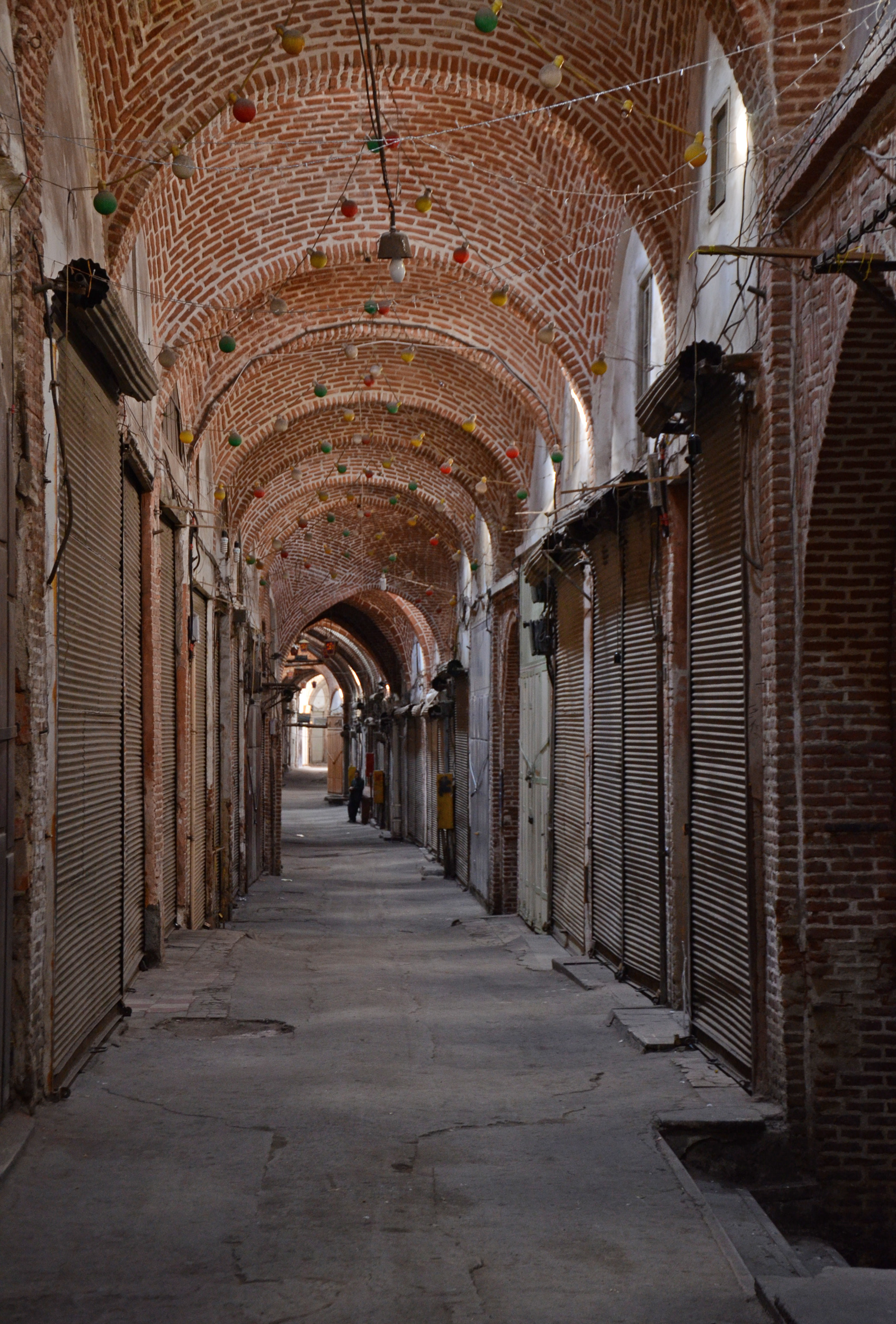
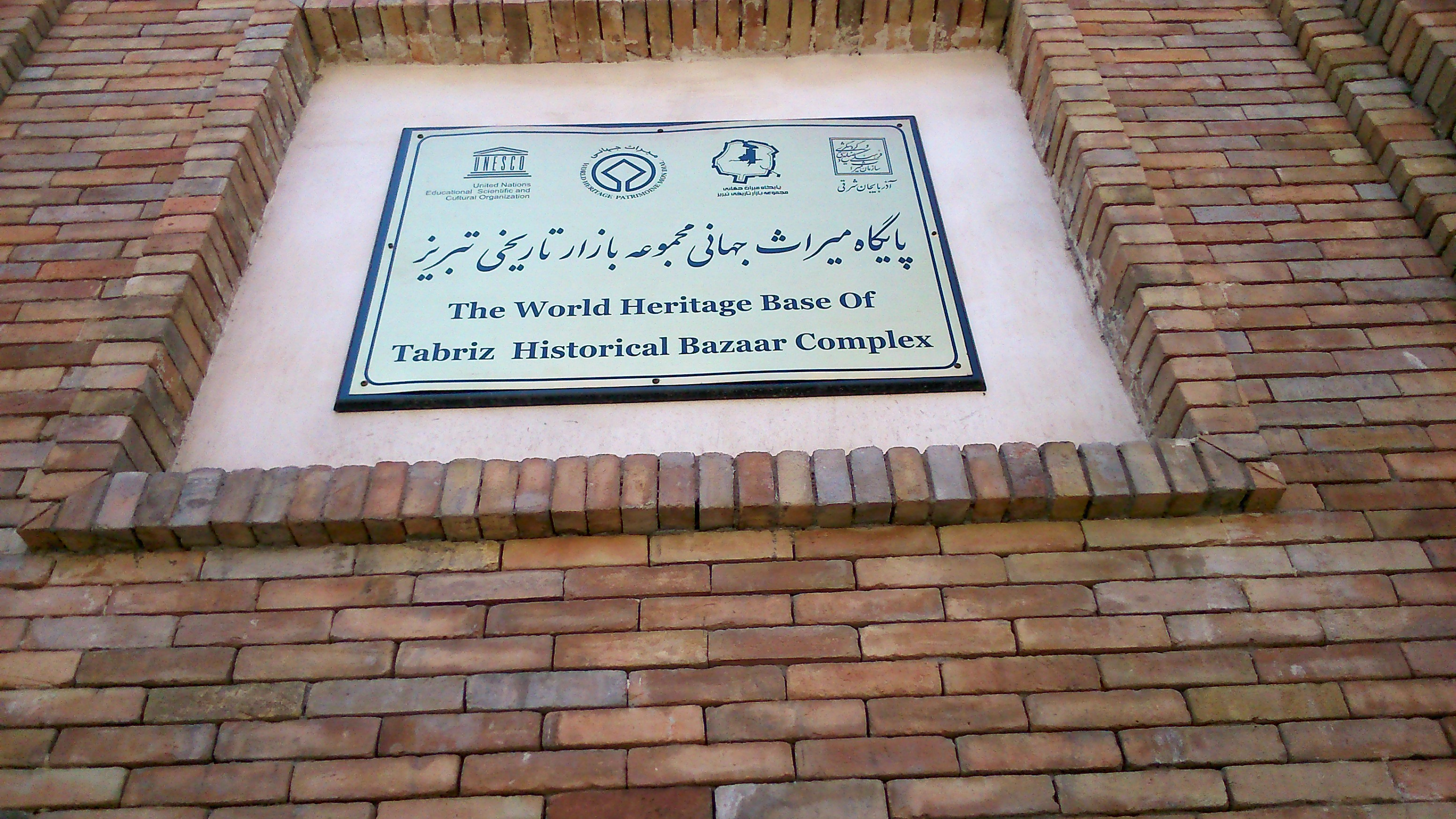
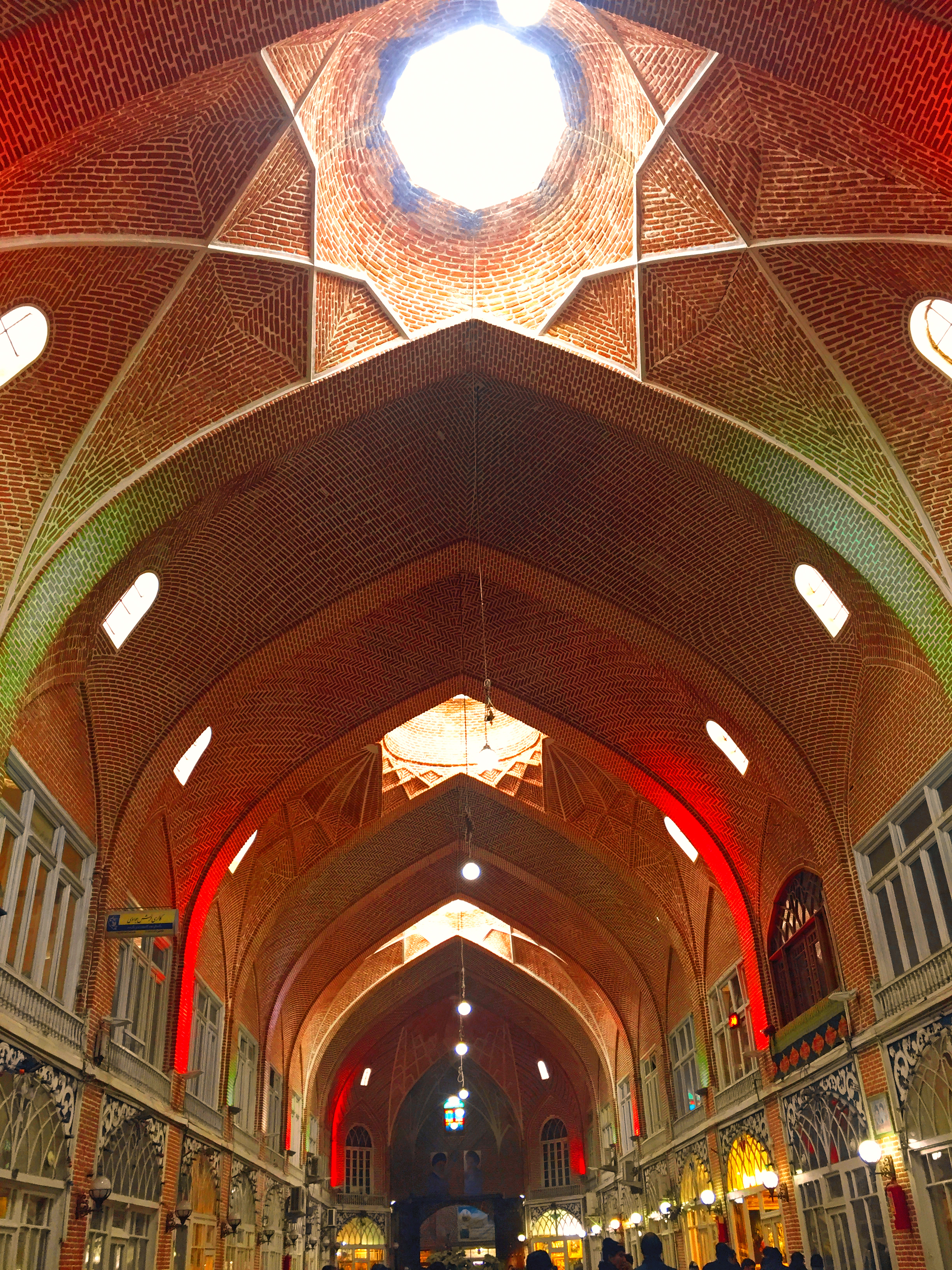
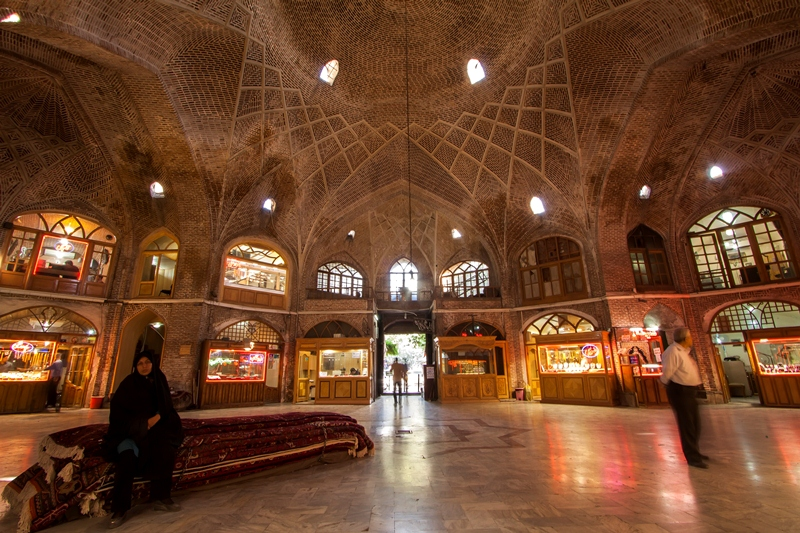
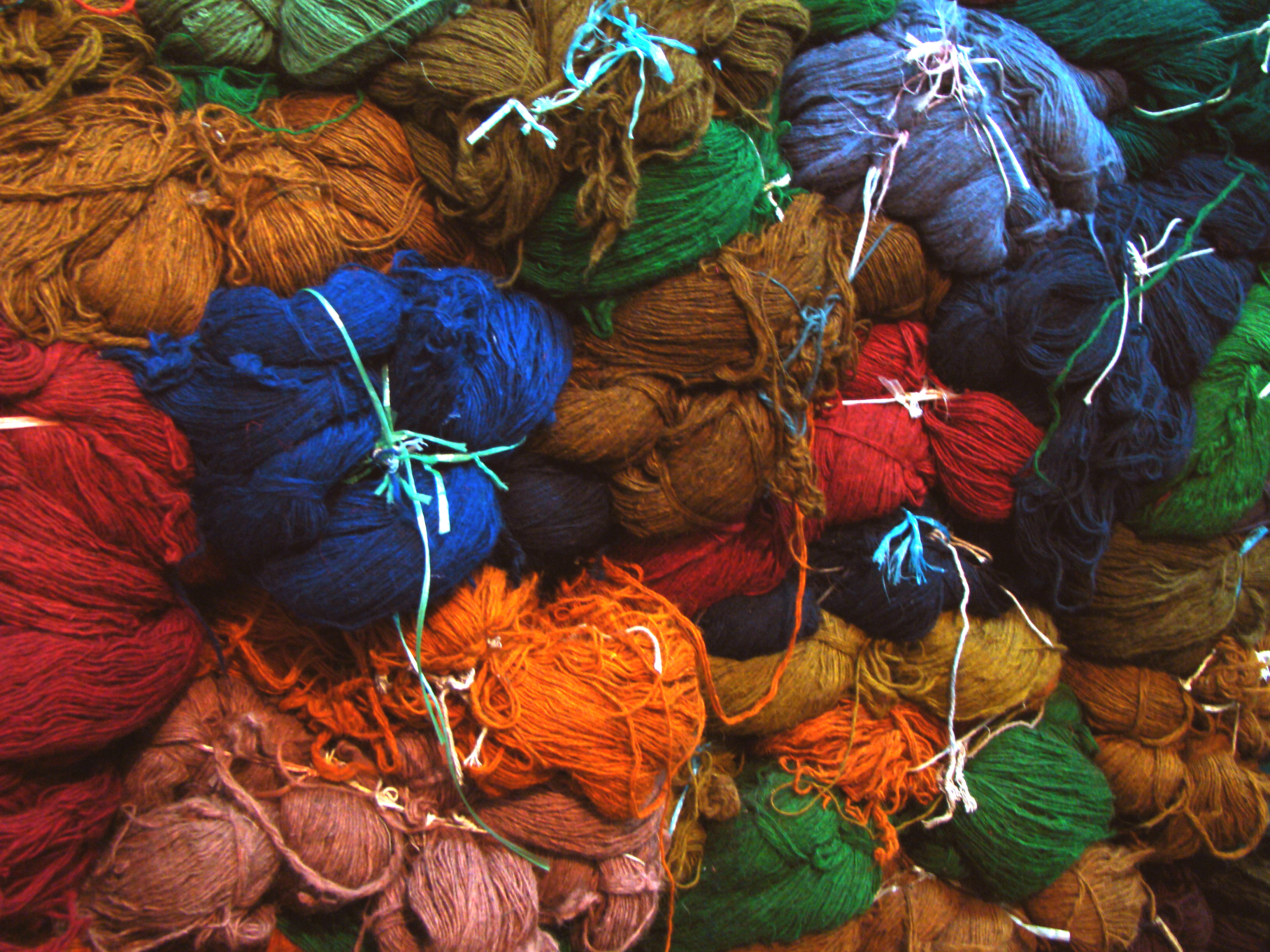
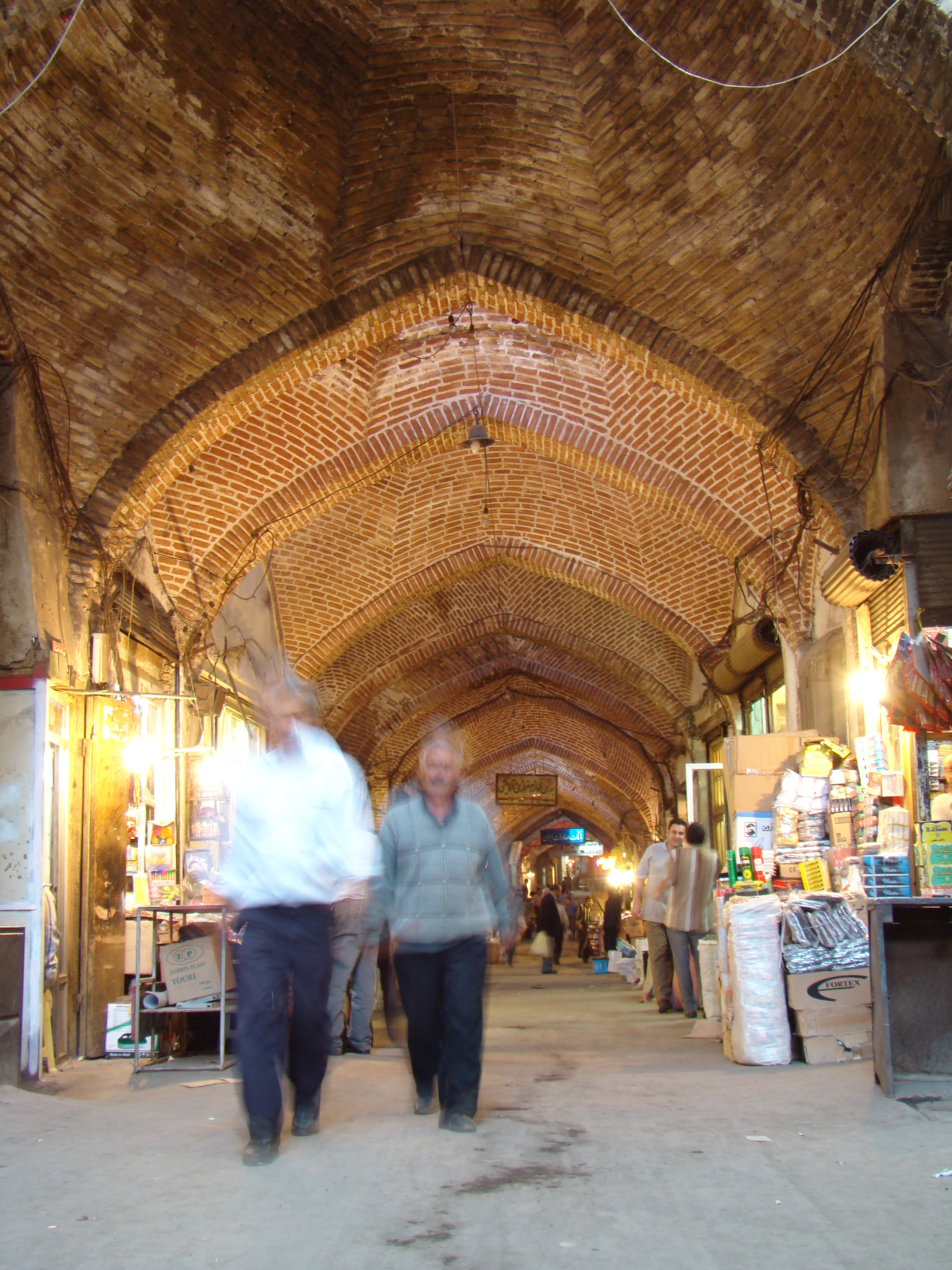
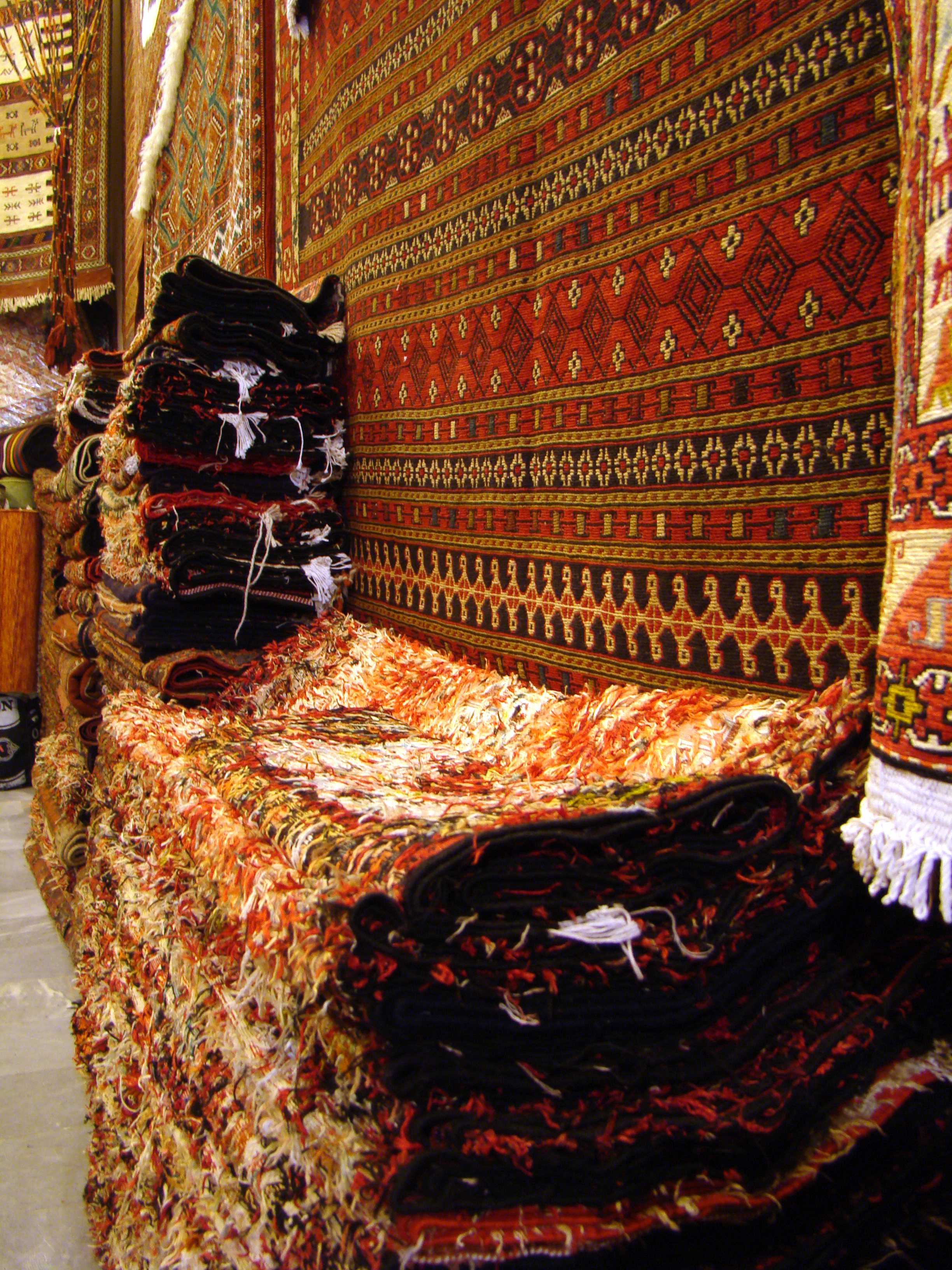
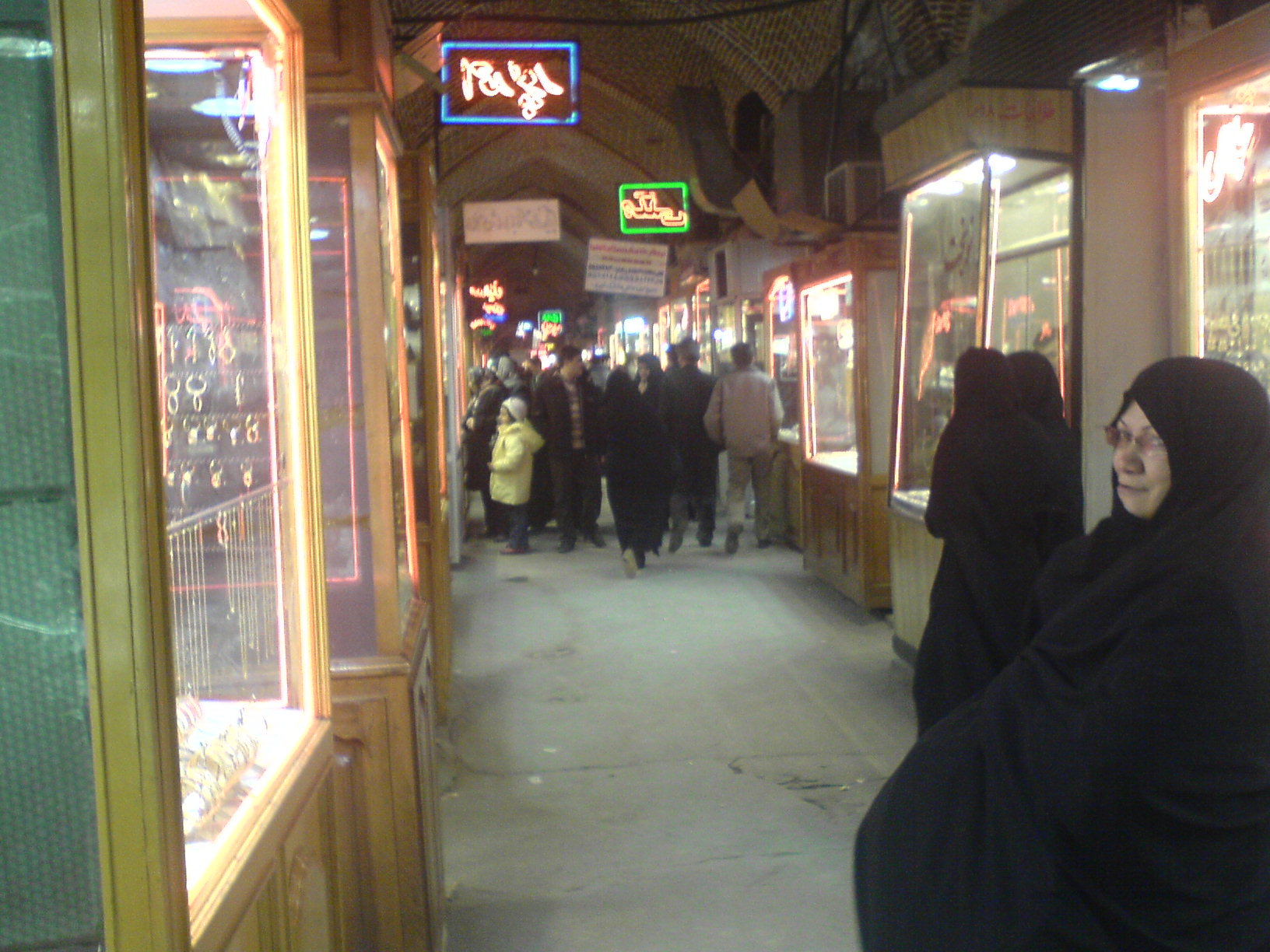
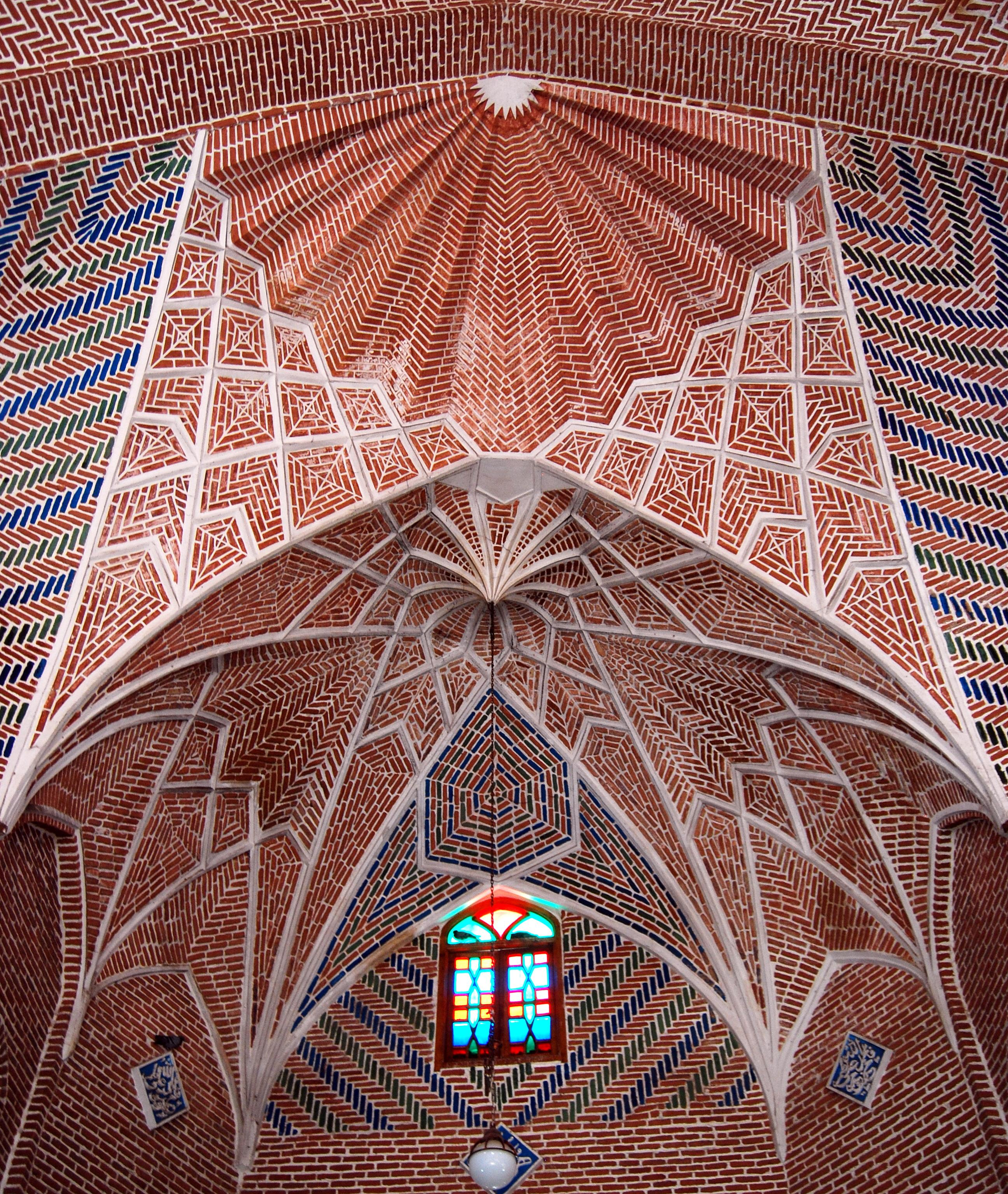
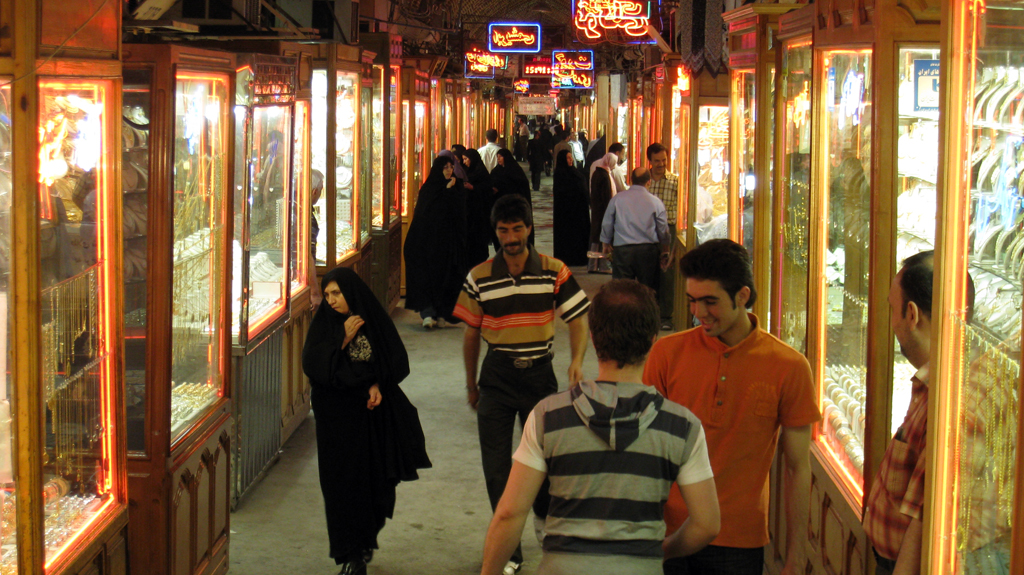
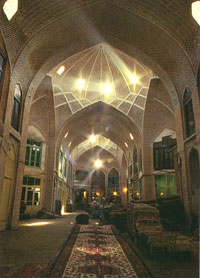
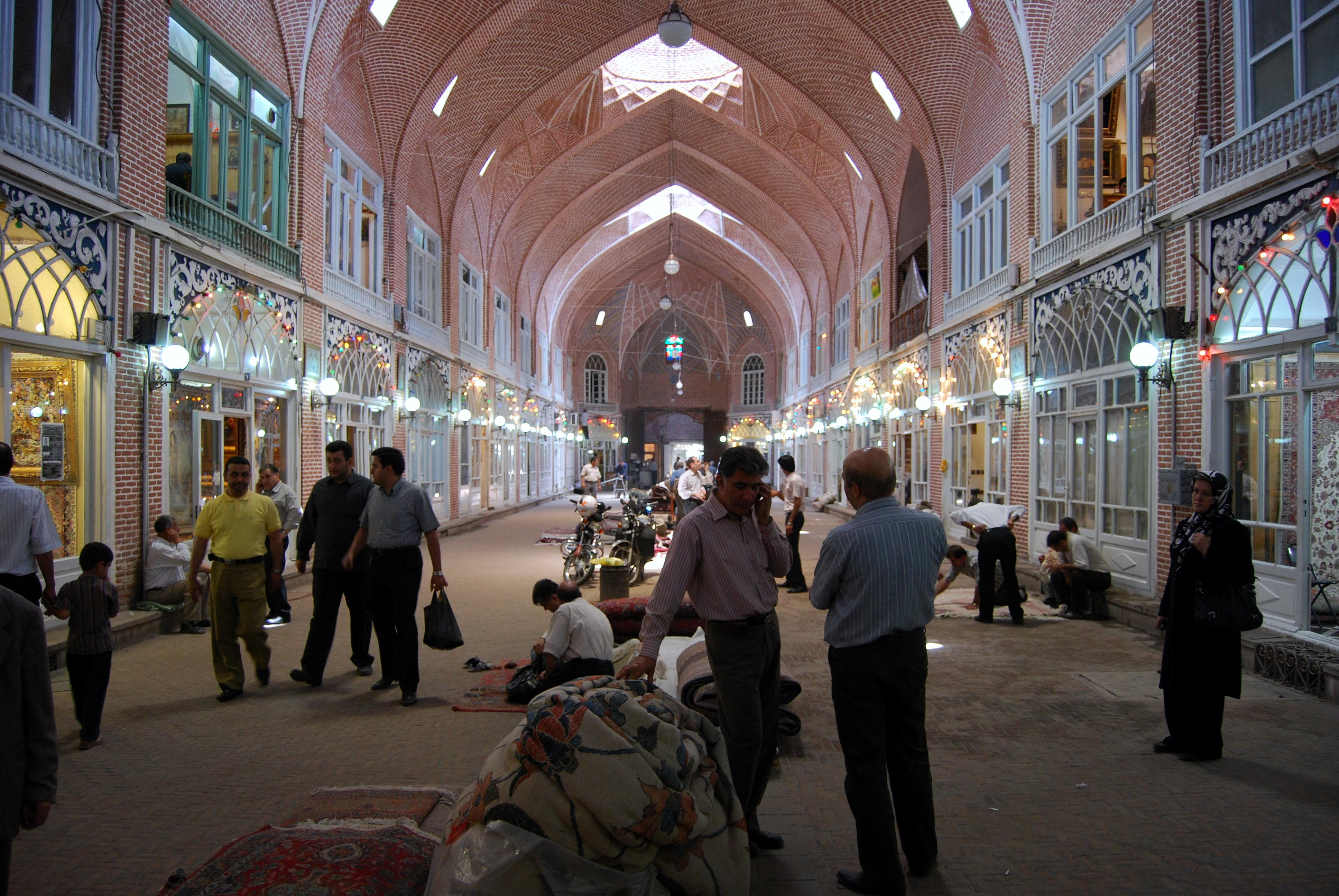
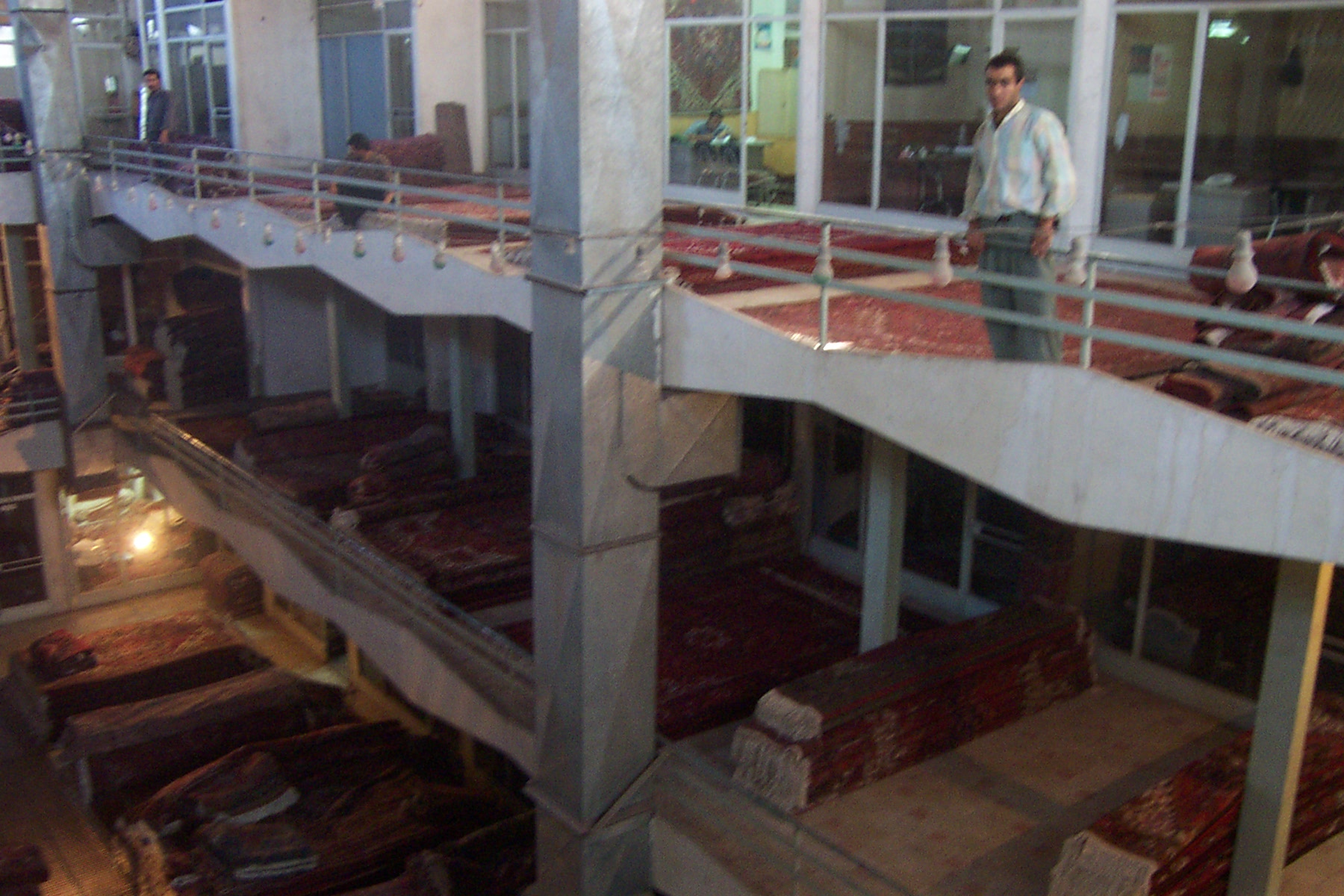
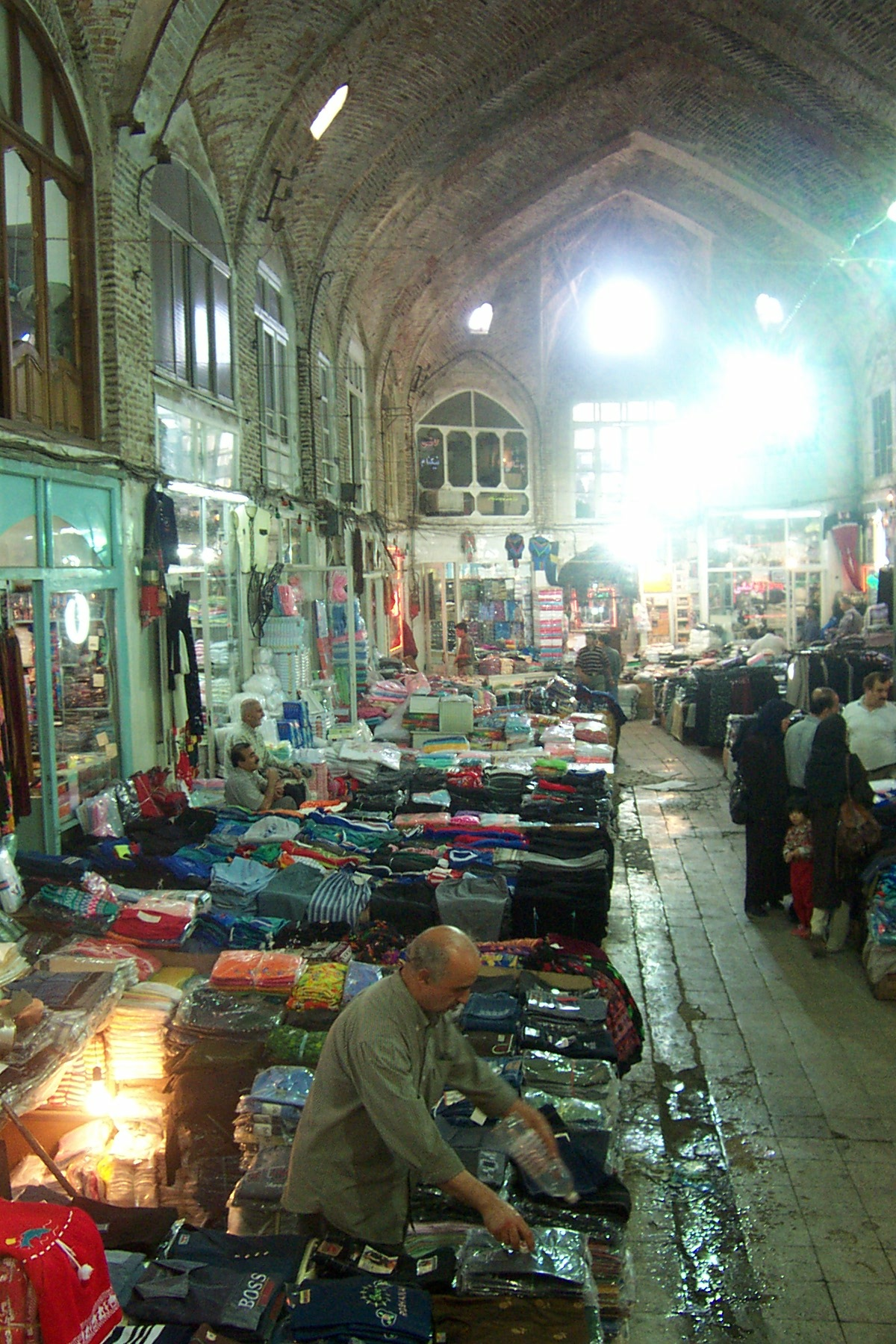
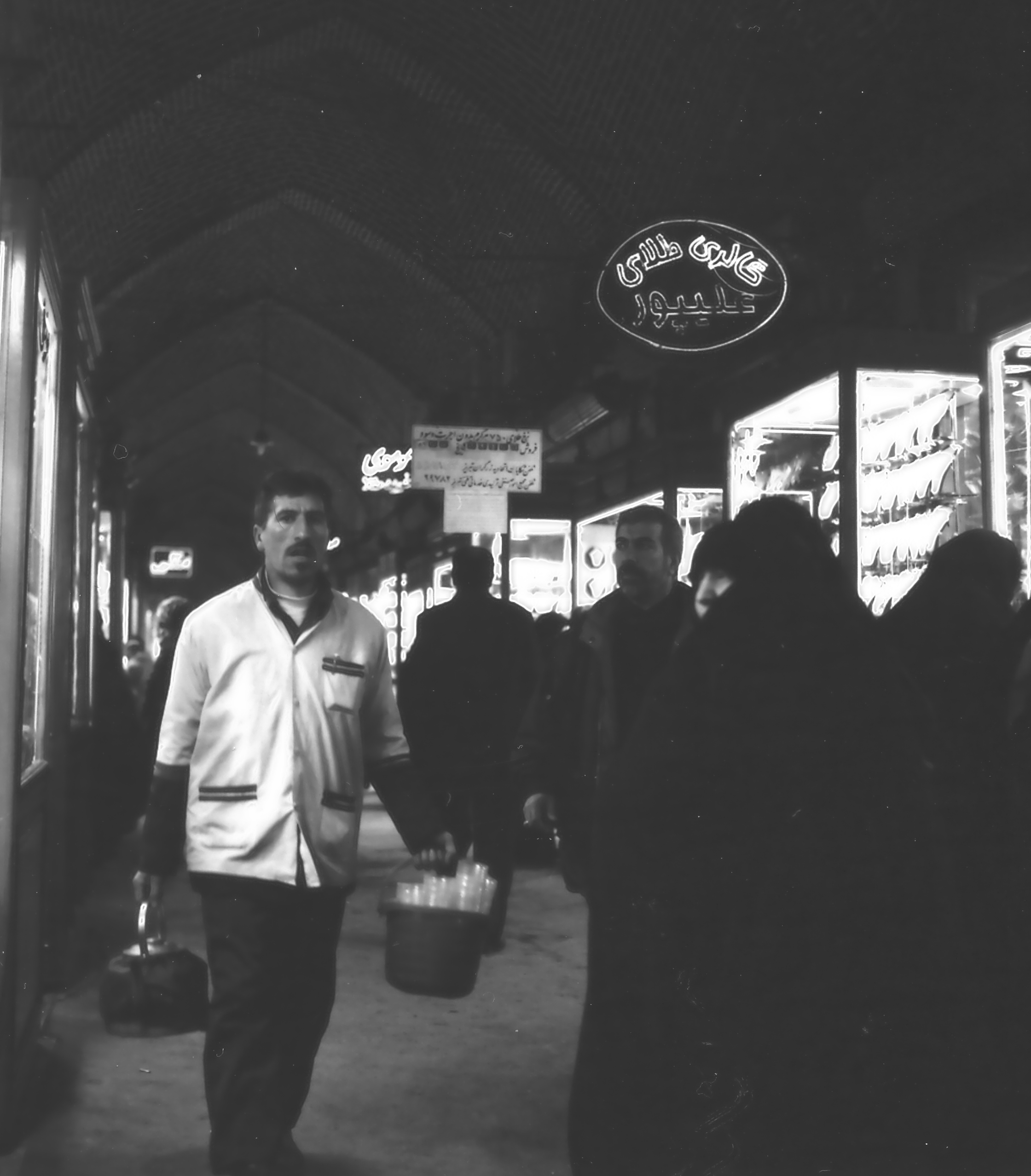
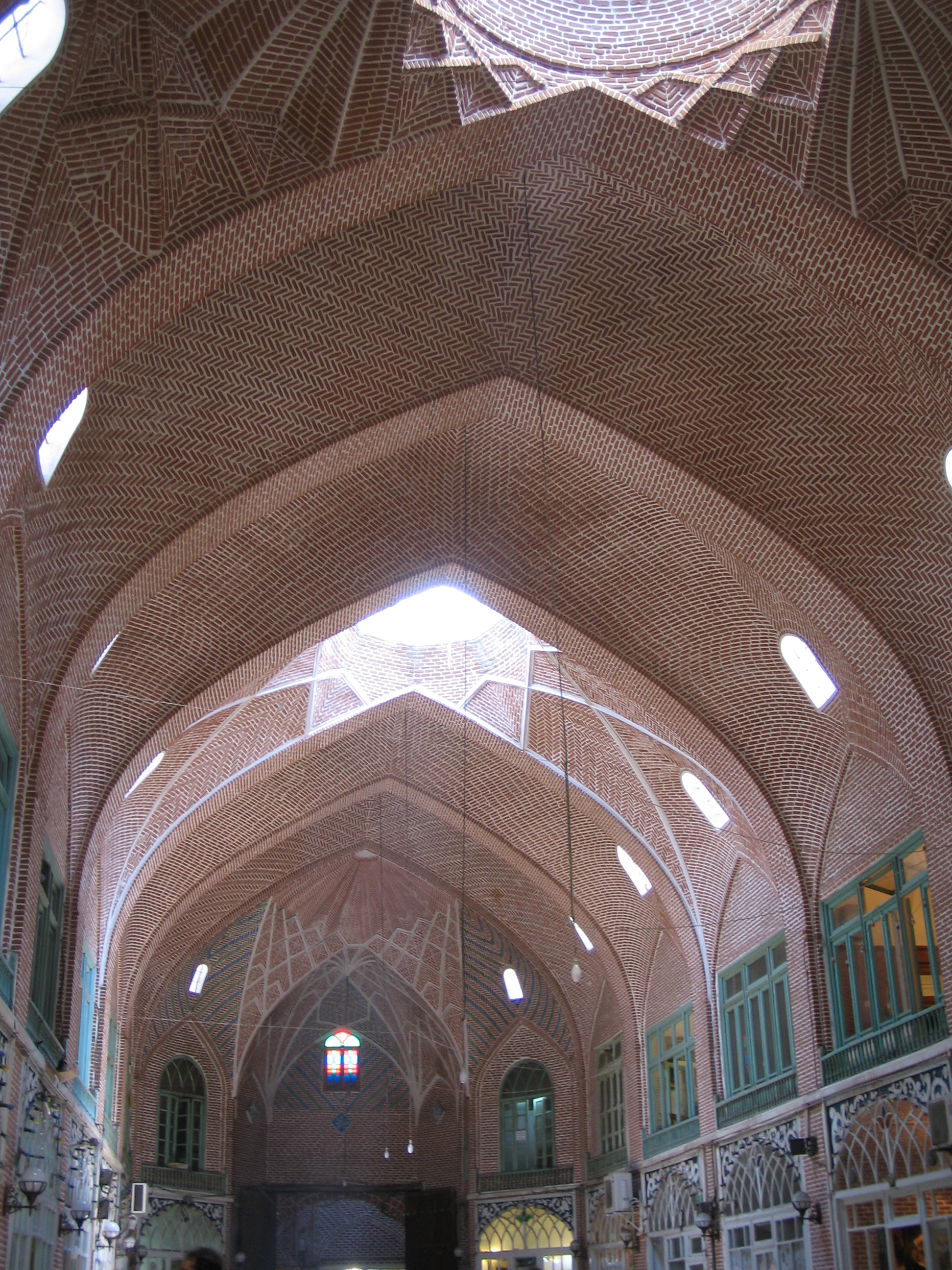
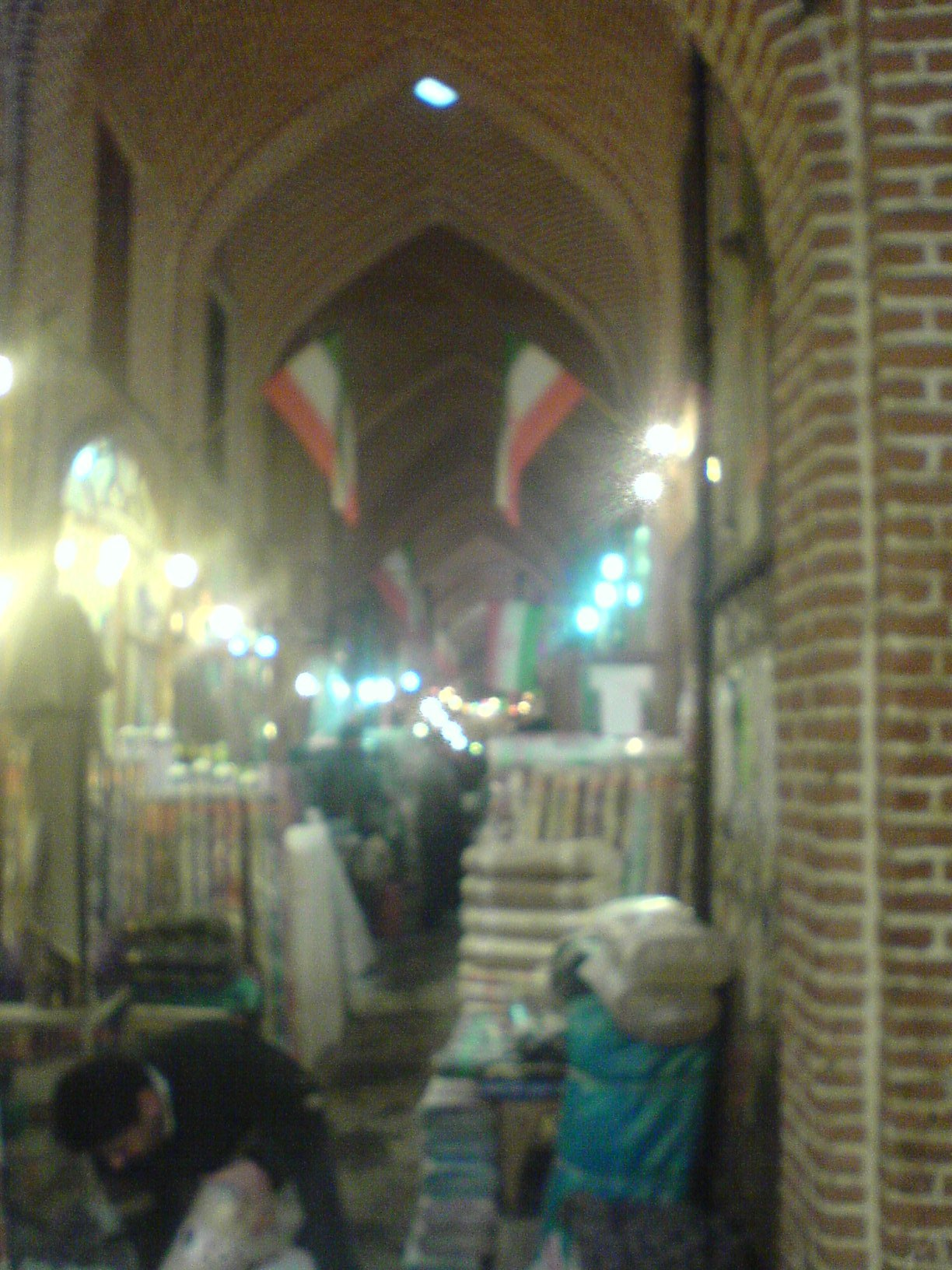
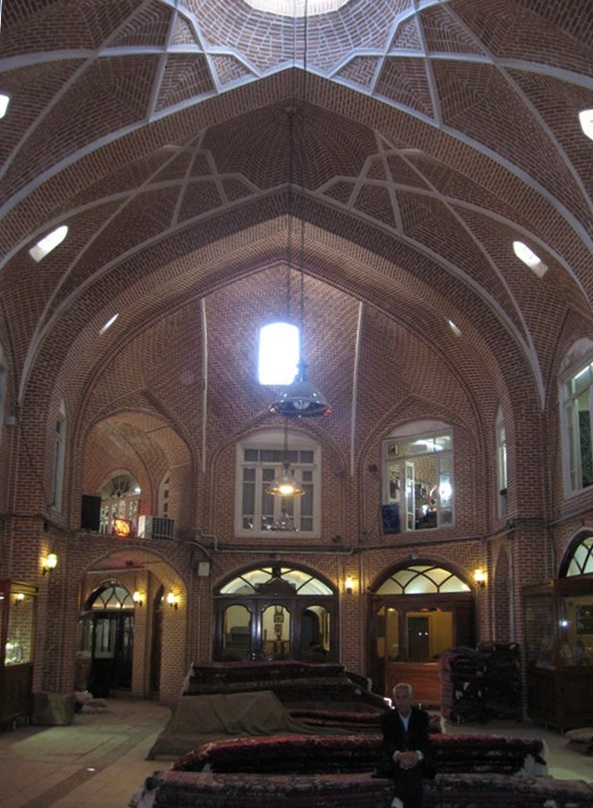